# Lista de asteroides (31001-32000)
Esta é uma lista parcial de asteroides, do asteroide número 31001 até o 32000, inclusive. Veja também o índice com todas as listas disponíveis.

| Objeto Próximos à Terra | Cinturão de asteroides (interno) | Cinturão de asteroides (externo) | Centauro       |
| Cruzador de Marte       | Cinturão de asteroides (meio)    | Troianos de Júpiter              | Transnetuniano |

Veja mais dados de cada asteroide na ligação externa para o Minor Planet Center na última coluna.
Índice: 31001... 31101... 31201... 31301... 31401... 31501... 31601... 31701... 31801... 31901... 

## 31001–31100
| Designação        | Designação | Descoberta  | Descoberta          | Descobridor(es)        | Categoria | Mais informações / Referência |
| Permanente        | Provisória | Data        | Local               | Descobridor(es)        | Categoria | Mais informações / Referência |
| ----------------- | ---------- | ----------- | ------------------- | ---------------------- | --------- | ----------------------------- |
| 31001             | 1995 VG14  | 15 nov 1995 | Kitt Peak           | Spacewatch             | —         | MPC                           |
| 31002             | 1995 VR15  | 15 nov 1995 | Kitt Peak           | Spacewatch             | —         | MPC                           |
| 31003             | 1995 WQ2   | 16 nov 1995 | Kushiro             | S. Ueda, H. Kaneda     | —         | MPC                           |
| 31004             | 1995 WW28  | 19 nov 1995 | Kitt Peak           | Spacewatch             | —         | MPC                           |
| 31005             | 1995 WC31  | 19 nov 1995 | Kitt Peak           | Spacewatch             | —         | MPC                           |
| 31006             | 1995 XC    | 3 dez 1995  | Sudbury             | D. di Cicco            | —         | MPC                           |
| 31007             | 1996 AE14  | 15 jan 1996 | Kitt Peak           | Spacewatch             | —         | MPC                           |
| 31008             | 1996 BN2   | 26 jan 1996 | Oizumi              | T. Kobayashi           | —         | MPC                           |
| 31009             | 1996 CP    | 1 fev 1996  | Xinglong            | SCAP                   | —         | MPC                           |
| 31010             | 1996 CJ1   | 11 fev 1996 | Oizumi              | T. Kobayashi           | —         | MPC                           |
| 31011             | 1996 CG7   | 2 fev 1996  | Xinglong            | SCAP                   | —         | MPC                           |
| 31012             | 1996 CG8   | 10 fev 1996 | Xinglong            | SCAP                   | —         | MPC                           |
| 31013             | 1996 DR    | 19 fev 1996 | Oizumi              | T. Kobayashi           | —         | MPC                           |
| 31014             | 1996 DW    | 21 fev 1996 | Oizumi              | T. Kobayashi           | —         | MPC                           |
| 31015 Boccardi    | 1996 DS1   | 16 fev 1996 | Bologna             | San Vittore Obs.       | —         | MPC                           |
| 31016             | 1996 DY1   | 23 fev 1996 | Oizumi              | T. Kobayashi           | —         | MPC                           |
| 31017             | 1996 EH2   | 15 mar 1996 | Siding Spring       | R. H. McNaught         | —         | MPC                           |
| 31018             | 1996 ET2   | 15 mar 1996 | Haleakalā           | NEAT                   | —         | MPC                           |
| 31019             | 1996 EH10  | 12 mar 1996 | Kitt Peak           | Spacewatch             | —         | MPC                           |
| 31020 Skarupa     | 1996 FP1   | 17 mar 1996 | Haleakalā           | AMOS                   | Juno      | MPC                           |
| 31021             | 1996 FW1   | 17 mar 1996 | Haleakala           | NEAT                   | Chloris   | MPC                           |
| 31022             | 1996 FJ9   | 20 mar 1996 | Kitt Peak           | Spacewatch             | —         | MPC                           |
| 31023             | 1996 FT10  | 20 mar 1996 | Kitt Peak           | Spacewatch             | —         | MPC                           |
| 31024             | 1996 FT11  | 22 mar 1996 | Kitt Peak           | Spacewatch             | —         | MPC                           |
| 31025             | 1996 GR    | 12 abr 1996 | Oizumi              | T. Kobayashi           | —         | MPC                           |
| 31026             | 1996 GB7   | 12 abr 1996 | Kitt Peak           | Spacewatch             | —         | MPC                           |
| 31027             | 1996 HQ    | 18 abr 1996 | Ondřejov            | L. Kotková             | —         | MPC                           |
| 31028 Cerulli     | 1996 HH1   | 18 abr 1996 | Bologna             | San Vittore Obs.       | —         | MPC                           |
| 31029             | 1996 HC16  | 18 abr 1996 | La Silla            | E. W. Elst             | —         | MPC                           |
| 31030             | 1996 HN19  | 18 abr 1996 | La Silla            | E. W. Elst             | —         | MPC                           |
| 31031 Altiplano   | 1996 HV20  | 18 abr 1996 | La Silla            | E. W. Elst             | —         | MPC                           |
| 31032 Scheidemann | 1996 HS22  | 20 abr 1996 | La Silla            | E. W. Elst             | —         | MPC                           |
| 31033             | 1996 HY23  | 20 abr 1996 | La Silla            | E. W. Elst             | —         | MPC                           |
| 31034             | 1996 HC24  | 20 abr 1996 | La Silla            | E. W. Elst             | —         | MPC                           |
| 31035             | 1996 HJ24  | 20 abr 1996 | La Silla            | E. W. Elst             | —         | MPC                           |
| 31036             | 1996 HM25  | 20 abr 1996 | La Silla            | E. W. Elst             | —         | MPC                           |
| 31037 Mydon       | 1996 HZ25  | 20 abr 1996 | La Silla            | E. W. Elst             | —         | MPC                           |
| 31038             | 1996 HG26  | 20 abr 1996 | La Silla            | E. W. Elst             | —         | MPC                           |
| 31039             | 1996 JN    | 12 mai 1996 | Moriyama            | Y. Ikari               | —         | MPC                           |
| 31040             | 1996 JW8   | 12 mai 1996 | Kitt Peak           | Spacewatch             | —         | MPC                           |
| 31041             | 1996 KD    | 16 mai 1996 | Višnjan Observatory | Višnjan Obs.           | —         | MPC                           |
| 31042             | 1996 KS4   | 22 mai 1996 | La Silla            | E. W. Elst             | —         | MPC                           |
| 31043 Sturm       | 1996 LT    | 11 jun 1996 | Prescott            | P. G. Comba            | —         | MPC                           |
| 31044             | 1996 NY    | 11 jul 1996 | Siding Spring       | R. H. McNaught         | —         | MPC                           |
| 31045             | 1996 NP4   | 14 jul 1996 | La Silla            | E. W. Elst             | —         | MPC                           |
| 31046             | 1996 NU4   | 14 jul 1996 | La Silla            | E. W. Elst             | —         | MPC                           |
| 31047             | 1996 PW8   | 8 ago 1996  | La Silla            | E. W. Elst             | Phocaea   | MPC                           |
| 31048             | 1996 PO9   | 11 ago 1996 | Burlington          | T. Handley             | —         | MPC                           |
| 31049             | 1996 QZ    | 20 ago 1996 | Kleť                | Kleť Obs.              | —         | MPC                           |
| 31050             | 1996 RA2   | 12 set 1996 | Haleakalā           | NEAT                   | —         | MPC                           |
| 31051             | 1996 RT3   | 13 set 1996 | Haleakala           | NEAT                   | —         | MPC                           |
| 31052             | 1996 RC5   | 10 set 1996 | Haleakala           | NEAT                   | —         | MPC                           |
| 31053             | 1996 RD5   | 11 set 1996 | Haleakala           | NEAT                   | —         | MPC                           |
| 31054             | 1996 RT5   | 13 set 1996 | Lime Creek          | R. Linderholm          | —         | MPC                           |
| 31055             | 1996 RZ19  | 8 set 1996  | Kitt Peak           | Spacewatch             | —         | MPC                           |
| 31056             | 1996 RK25  | 12 set 1996 | Kitt Peak           | Spacewatch             | —         | MPC                           |
| 31057             | 1996 SK4   | 21 set 1996 | Xinglong            | SCAP                   | —         | MPC                           |
| 31058             | 1996 TA5   | 8 out 1996  | Sudbury             | D. di Cicco            | —         | MPC                           |
| 31059             | 1996 TQ5   | 1 out 1996  | Granville           | R. G. Davis            | Phocaea   | MPC                           |
| 31060             | 1996 TB6   | 3 out 1996  | Xinglong            | SCAP                   | —         | MPC                           |
| 31061 Tamao       | 1996 TK7   | 10 out 1996 | Kuma Kogen          | A. Nakamura            | —         | MPC                           |
| 31062             | 1996 TP10  | 9 out 1996  | Kushiro             | S. Ueda, H. Kaneda     | Brangane  | MPC                           |
| 31063             | 1996 TK11  | 11 out 1996 | Kitami              | K. Endate              | —         | MPC                           |
| 31064             | 1996 TP11  | 11 out 1996 | Haleakalā           | NEAT                   | —         | MPC                           |
| 31065 Beishizhang | 1996 TZ13  | 10 out 1996 | Xinglong            | SCAP                   | —         | MPC                           |
| 31066             | 1996 TR25  | 6 out 1996  | Kitt Peak           | Spacewatch             | —         | MPC                           |
| 31067             | 1996 TF50  | 4 out 1996  | La Silla            | E. W. Elst             | —         | MPC                           |
| 31068             | 1996 TT54  | 9 out 1996  | Xinglong            | SCAP                   | —         | MPC                           |
| 31069             | 1996 UM1   | 18 out 1996 | Haleakalā           | NEAT                   | —         | MPC                           |
| 31070             | 1996 VX9   | 3 nov 1996  | Kitt Peak           | Spacewatch             | —         | MPC                           |
| 31071             | 1996 VL18  | 6 nov 1996  | Kitt Peak           | Spacewatch             | Brangane  | MPC                           |
| 31072             | 1996 VZ22  | 9 nov 1996  | Kitt Peak           | Spacewatch             | Maria     | MPC                           |
| 31073             | 1996 VV29  | 7 nov 1996  | Kushiro             | S. Ueda, H. Kaneda     | —         | MPC                           |
| 31074             | 1996 WY1   | 24 nov 1996 | Xinglong            | SCAP                   | —         | MPC                           |
| 31075             | 1996 XV    | 1 dez 1996  | Chichibu            | N. Satō                | —         | MPC                           |
| 31076             | 1996 XH1   | 2 dez 1996  | Oizumi              | T. Kobayashi           | —         | MPC                           |
| 31077             | 1996 XZ2   | 3 dez 1996  | Oizumi              | T. Kobayashi           | —         | MPC                           |
| 31078             | 1996 XJ5   | 6 dez 1996  | Oizumi              | T. Kobayashi           | —         | MPC                           |
| 31079             | 1996 XS5   | 7 dez 1996  | Oizumi              | T. Kobayashi           | Ursula    | MPC                           |
| 31080             | 1996 XA6   | 7 dez 1996  | Oizumi              | T. Kobayashi           | —         | MPC                           |
| 31081             | 1996 XO13  | 9 dez 1996  | Sudbury             | D. di Cicco            | —         | MPC                           |
| 31082             | 1996 XM19  | 8 dez 1996  | Oizumi              | T. Kobayashi           | Brangane  | MPC                           |
| 31083             | 1996 XE32  | 14 dez 1996 | Chichibu            | N. Satō                | —         | MPC                           |
| 31084             | 1996 YX2   | 29 dez 1996 | Chichibu            | N. Satō                | —         | MPC                           |
| 31085             | 1997 AV12  | 10 jan 1997 | Oizumi              | T. Kobayashi           | —         | MPC                           |
| 31086 Gehringer   | 1997 AT17  | 12 jan 1997 | Goodricke-Pigott    | R. A. Tucker           | —         | MPC                           |
| 31087 Oirase      | 1997 AA22  | 9 jan 1997  | Chichibu            | N. Satō                | Brangane  | MPC                           |
| 31088             | 1997 BV    | 18 jan 1997 | Xinglong            | SCAP                   | —         | MPC                           |
| 31089             | 1997 BW1   | 29 jan 1997 | Oizumi              | T. Kobayashi           | —         | MPC                           |
| 31090             | 1997 BJ5   | 31 jan 1997 | Kitt Peak           | Spacewatch             | —         | MPC                           |
| 31091             | 1997 BE9   | 30 jan 1997 | Cima Ekar           | U. Munari, M. Tombelli | Juno      | MPC                           |
| 31092             | 1997 CW5   | 6 fev 1997  | Kleť                | Kleť Obs.              | —         | MPC                           |
| 31093             | 1997 CE28  | 6 fev 1997  | Xinglong            | SCAP                   | —         | MPC                           |
| 31094             | 1997 CN28  | 14 fev 1997 | Xinglong            | SCAP                   | —         | MPC                           |
| 31095 Buneiou     | 1997 DH    | 27 fev 1997 | Chichibu            | N. Satō                | Brangane  | MPC                           |
| 31096             | 1997 GH14  | 3 abr 1997  | Socorro             | LINEAR                 | —         | MPC                           |
| 31097 Nucciomula  | 1997 JM11  | 3 mai 1997  | La Silla            | E. W. Elst             | Juno      | MPC                           |
| 31098 Frankhill   | 1997 LQ2   | 9 jun 1997  | Goodricke-Pigott    | R. A. Tucker           | —         | MPC                           |
| 31099             | 1997 MF4   | 28 jun 1997 | Socorro             | LINEAR                 | —         | MPC                           |
| 31100             | 1997 ML4   | 28 jun 1997 | Socorro             | LINEAR                 | —         | MPC                           |

## 31101–31200
| Designação          | Designação | Descoberta  | Descoberta        | Descobridor(es)              | Categoria | Mais informações / Referência |
| Permanente          | Provisória | Data        | Local             | Descobridor(es)              | Categoria | Mais informações / Referência |
| ------------------- | ---------- | ----------- | ----------------- | ---------------------------- | --------- | ----------------------------- |
| 31101               | 1997 NM1   | 2 jul 1997  | Kitt Peak         | Spacewatch                   | —         | MPC                           |
| 31102               | 1997 NP2   | 4 jul 1997  | Majorca           | R. Pacheco, Á. López J.      | —         | MPC                           |
| 31103               | 1997 OE2   | 29 jul 1997 | Majorca           | Á. López J., R. Pacheco      | —         | MPC                           |
| 31104 Annanetrebko  | 1997 OK2   | 30 jul 1997 | Caussols          | ODAS                         | —         | MPC                           |
| 31105 Oguniyamagata | 1997 OW2   | 27 jul 1997 | Nanyo             | T. Okuni                     | —         | MPC                           |
| 31106               | 1997 PU2   | 12 ago 1997 | Kleť              | Kleť Obs.                    | —         | MPC                           |
| 31107               | 1997 PS3   | 5 ago 1997  | Xinglong          | SCAP                         | —         | MPC                           |
| 31108               | 1997 PW3   | 10 ago 1997 | Xinglong          | SCAP                         | —         | MPC                           |
| 31109 Janpalouš     | 1997 PL4   | 14 ago 1997 | Kleť              | M. Tichý, Z. Moravec         | —         | MPC                           |
| 31110 Clapas        | 1997 PN4   | 13 ago 1997 | Pises             | Pises Obs.                   | —         | MPC                           |
| 31111               | 1997 PN5   | 11 ago 1997 | Nachi-Katsuura    | Y. Shimizu, T. Urata         | Phocaea   | MPC                           |
| 31112               | 1997 PQ5   | 9 ago 1997  | Lake Clear        | K. A. Williams               | —         | MPC                           |
| 31113 Stull         | 1997 QC    | 19 ago 1997 | Alfred University | D. R. De Graff, J. S. Weaver | —         | MPC                           |
| 31114               | 1997 QB1   | 28 ago 1997 | Kleť              | Z. Moravec                   | —         | MPC                           |
| 31115               | 1997 QF4   | 28 ago 1997 | Xinglong          | SCAP                         | —         | MPC                           |
| 31116               | 1997 QM4   | 29 ago 1997 | Majorca           | Á. López J., R. Pacheco      | —         | MPC                           |
| 31117               | 1997 QF5   | 25 ago 1997 | Reedy Creek       | J. Broughton                 | —         | MPC                           |
| 31118               | 1997 RN1   | 1 set 1997  | Xinglong          | SCAP                         | —         | MPC                           |
| 31119               | 1997 RP1   | 3 set 1997  | Gekko             | T. Kagawa, T. Urata          | —         | MPC                           |
| 31120               | 1997 RT8   | 12 set 1997 | Xinglong          | SCAP                         | Mitidika  | MPC                           |
| 31121               | 1997 RD10  | 13 set 1997 | Xinglong          | SCAP                         | —         | MPC                           |
| 31122 Brooktaylor   | 1997 SD    | 21 set 1997 | Prescott          | P. G. Comba                  | —         | MPC                           |
| 31123               | 1997 SU    | 16 set 1997 | Xinglong          | SCAP                         | —         | MPC                           |
| 31124 Slavíček      | 1997 SJ1   | 22 set 1997 | Kleť              | M. Tichý                     | —         | MPC                           |
| 31125               | 1997 SL1   | 22 set 1997 | Rand              | G. R. Viscome                | —         | MPC                           |
| 31126               | 1997 SG2   | 19 set 1997 | Dynic             | A. Sugie                     | —         | MPC                           |
| 31127               | 1997 SL4   | 27 set 1997 | Oizumi            | T. Kobayashi                 | —         | MPC                           |
| 31128               | 1997 SL9   | 27 set 1997 | Kitt Peak         | Spacewatch                   | —         | MPC                           |
| 31129 Langyatai     | 1997 SR10  | 26 set 1997 | Xinglong          | SCAP                         | —         | MPC                           |
| 31130               | 1997 SS10  | 26 set 1997 | Xinglong          | SCAP                         | —         | MPC                           |
| 31131               | 1997 SV10  | 28 set 1997 | Xinglong          | SCAP                         | —         | MPC                           |
| 31132               | 1997 SD13  | 28 set 1997 | Kitt Peak         | Spacewatch                   | —         | MPC                           |
| 31133               | 1997 SZ15  | 27 set 1997 | Caussols          | ODAS                         | —         | MPC                           |
| 31134 Zurria        | 1997 SF18  | 27 set 1997 | Bologna           | San Vittore Obs.             | —         | MPC                           |
| 31135               | 1997 SN24  | 30 set 1997 | Kitt Peak         | Spacewatch                   | —         | MPC                           |
| 31136               | 1997 SN31  | 28 set 1997 | Kitt Peak         | Spacewatch                   | —         | MPC                           |
| 31137               | 1997 SQ32  | 30 set 1997 | Xinglong          | SCAP                         | —         | MPC                           |
| 31138               | 1997 SJ33  | 29 set 1997 | Xinglong          | SCAP                         | —         | MPC                           |
| 31139 Garnavich     | 1997 SJ34  | 25 set 1997 | Ondřejov          | Ondřejov Obs.                | Mitidika  | MPC                           |
| 31140               | 1997 TC9   | 2 out 1997  | Kitt Peak         | Spacewatch                   | —         | MPC                           |
| 31141               | 1997 TN18  | 3 out 1997  | Xinglong          | SCAP                         | —         | MPC                           |
| 31142               | 1997 TT22  | 5 out 1997  | Kitt Peak         | Spacewatch                   | —         | MPC                           |
| 31143               | 1997 TN24  | 8 out 1997  | Xinglong          | SCAP                         | —         | MPC                           |
| 31144               | 1997 TM26  | 7 out 1997  | Church Stretton   | S. P. Laurie                 | —         | MPC                           |
| 31145               | 1997 UK    | 19 out 1997 | Kleť              | Kleť Obs.                    | —         | MPC                           |
| 31146               | 1997 UV3   | 26 out 1997 | Oizumi            | T. Kobayashi                 | —         | MPC                           |
| 31147 Miriquidi     | 1997 UA4   | 22 out 1997 | Drebach           | J. Kandler                   | —         | MPC                           |
| 31148               | 1997 UO8   | 23 out 1997 | Kushiro           | S. Ueda, H. Kaneda           | —         | MPC                           |
| 31149               | 1997 UE13  | 23 out 1997 | Kitt Peak         | Spacewatch                   | —         | MPC                           |
| 31150               | 1997 UT20  | 23 out 1997 | Xinglong          | SCAP                         | —         | MPC                           |
| 31151 Sajichugaku   | 1997 UM21  | 29 out 1997 | Saji              | Saji Obs.                    | —         | MPC                           |
| 31152 Daishinsai    | 1997 UV21  | 29 out 1997 | Nanyo             | T. Okuni                     | —         | MPC                           |
| 31153 Enricaparri   | 1997 UP22  | 26 out 1997 | Cima Ekar         | G. Forti, M. Tombelli        | —         | MPC                           |
| 31154               | 1997 VJ    | 1 nov 1997  | Oizumi            | T. Kobayashi                 | —         | MPC                           |
| 31155               | 1997 VG2   | 1 nov 1997  | Oizumi            | T. Kobayashi                 | —         | MPC                           |
| 31156               | 1997 WO    | 18 nov 1997 | Oizumi            | T. Kobayashi                 | —         | MPC                           |
| 31157               | 1997 WK1   | 19 nov 1997 | Xinglong          | SCAP                         | —         | MPC                           |
| 31158               | 1997 WE3   | 23 nov 1997 | Oizumi            | T. Kobayashi                 | —         | MPC                           |
| 31159               | 1997 WB6   | 23 nov 1997 | Kitt Peak         | Spacewatch                   | —         | MPC                           |
| 31160               | 1997 WQ9   | 21 nov 1997 | Kitt Peak         | Spacewatch                   | —         | MPC                           |
| 31161               | 1997 WR11  | 22 nov 1997 | Kitt Peak         | Spacewatch                   | —         | MPC                           |
| 31162               | 1997 WB13  | 23 nov 1997 | Kitt Peak         | Spacewatch                   | —         | MPC                           |
| 31163               | 1997 WR18  | 23 nov 1997 | Kitt Peak         | Spacewatch                   | —         | MPC                           |
| 31164               | 1997 WM35  | 29 nov 1997 | Socorro           | LINEAR                       | —         | MPC                           |
| 31165               | 1997 WN43  | 29 nov 1997 | Socorro           | LINEAR                       | —         | MPC                           |
| 31166               | 1997 WX45  | 26 nov 1997 | Socorro           | LINEAR                       | —         | MPC                           |
| 31167               | 1997 WL46  | 26 nov 1997 | Socorro           | LINEAR                       | —         | MPC                           |
| 31168               | 1997 WM49  | 29 nov 1997 | Socorro           | LINEAR                       | —         | MPC                           |
| 31169               | 1997 WV53  | 29 nov 1997 | Socorro           | LINEAR                       | —         | MPC                           |
| 31170               | 1997 WO58  | 26 nov 1997 | La Silla          | UDTS                         | —         | MPC                           |
| 31171               | 1997 XB    | 2 dez 1997  | Oizumi            | T. Kobayashi                 | —         | MPC                           |
| 31172               | 1997 XQ    | 3 dez 1997  | Oizumi            | T. Kobayashi                 | —         | MPC                           |
| 31173               | 1997 XF1   | 4 dez 1997  | Socorro           | LINEAR                       | Juno      | MPC                           |
| 31174 Rozelot       | 1997 XW4   | 6 dez 1997  | Caussols          | ODAS                         | —         | MPC                           |
| 31175 Erikafuchs    | 1997 XV7   | 7 dez 1997  | Caussols          | ODAS                         | Phocaea   | MPC                           |
| 31176               | 1997 XL9   | 2 dez 1997  | Nachi-Katsuura    | Y. Shimizu, T. Urata         | —         | MPC                           |
| 31177               | 1997 XH11  | 13 dez 1997 | Xinglong          | SCAP                         | —         | MPC                           |
| 31178               | 1997 XK13  | 4 dez 1997  | Kitt Peak         | Spacewatch                   | —         | MPC                           |
| 31179               | 1997 YR2   | 21 dez 1997 | Chichibu          | N. Satō                      | —         | MPC                           |
| 31180               | 1997 YX3   | 22 dez 1997 | Xinglong          | SCAP                         | —         | MPC                           |
| 31181               | 1997 YY3   | 22 dez 1997 | Xinglong          | SCAP                         | —         | MPC                           |
| 31182               | 1997 YZ3   | 22 dez 1997 | Xinglong          | SCAP                         | Juno      | MPC                           |
| 31183               | 1997 YT4   | 25 dez 1997 | Haleakalā         | NEAT                         | —         | MPC                           |
| 31184               | 1997 YZ4   | 26 dez 1997 | Sudbury           | D. di Cicco                  | —         | MPC                           |
| 31185               | 1997 YK5   | 25 dez 1997 | Oizumi            | T. Kobayashi                 | —         | MPC                           |
| 31186               | 1997 YQ5   | 25 dez 1997 | Oizumi            | T. Kobayashi                 | —         | MPC                           |
| 31187               | 1997 YK7   | 27 dez 1997 | Oizumi            | T. Kobayashi                 | —         | MPC                           |
| 31188               | 1997 YM7   | 27 dez 1997 | Oizumi            | T. Kobayashi                 | —         | MPC                           |
| 31189 Tricomi       | 1997 YZ7   | 27 dez 1997 | Prescott          | P. G. Comba                  | —         | MPC                           |
| 31190 Toussaint     | 1997 YB12  | 27 dez 1997 | Goodricke-Pigott  | R. A. Tucker                 | —         | MPC                           |
| 31191               | 1997 YD15  | 28 dez 1997 | Kitt Peak         | Spacewatch                   | —         | MPC                           |
| 31192 Aigoual       | 1997 YH16  | 29 dez 1997 | Pises             | Pises Obs.                   | —         | MPC                           |
| 31193               | 1997 YP16  | 31 dez 1997 | Nachi-Katsuura    | Y. Shimizu, T. Urata         | —         | MPC                           |
| 31194               | 1997 YQ16  | 24 dez 1997 | Xinglong          | SCAP                         | —         | MPC                           |
| 31195               | 1997 YG18  | 29 dez 1997 | Xinglong          | SCAP                         | —         | MPC                           |
| 31196 Yulong        | 1997 YL18  | 24 dez 1997 | Xinglong          | Xinglong Stn.                | —         | MPC                           |
| 31197               | 1997 YS19  | 31 dez 1997 | Socorro           | LINEAR                       | —         | MPC                           |
| 31198               | 1998 AB1   | 5 jan 1998  | Oizumi            | T. Kobayashi                 | —         | MPC                           |
| 31199               | 1998 AK3   | 5 jan 1998  | Chichibu          | N. Satō                      | —         | MPC                           |
| 31200               | 1998 AL4   | 6 jan 1998  | Kitt Peak         | Spacewatch                   | —         | MPC                           |

## 31201–31300
| Designação          | Designação | Descoberta  | Descoberta     | Descobridor(es)          | Categoria | Mais informações / Referência |
| Permanente          | Provisória | Data        | Local          | Descobridor(es)          | Categoria | Mais informações / Referência |
| ------------------- | ---------- | ----------- | -------------- | ------------------------ | --------- | ----------------------------- |
| 31201 Michellegrand | 1998 AT5   | 8 jan 1998  | Caussols       | ODAS                     | Brangane  | MPC                           |
| 31202               | 1998 AX7   | 2 jan 1998  | Socorro        | LINEAR                   | Phocaea   | MPC                           |
| 31203 Hersman       | 1998 AO9   | 6 jan 1998  | Anderson Mesa  | M. W. Buie               | —         | MPC                           |
| 31204               | 1998 AA10  | 15 jan 1998 | Kleť           | Kleť Obs.                | —         | MPC                           |
| 31205               | 1998 BW    | 19 jan 1998 | Oizumi         | T. Kobayashi             | Charis    | MPC                           |
| 31206               | 1998 BF1   | 19 jan 1998 | Oizumi         | T. Kobayashi             | —         | MPC                           |
| 31207               | 1998 BM1   | 19 jan 1998 | Oizumi         | T. Kobayashi             | Ursula    | MPC                           |
| 31208               | 1998 BU1   | 19 jan 1998 | Oizumi         | T. Kobayashi             | Phocaea   | MPC                           |
| 31209               | 1998 BZ6   | 24 jan 1998 | Oizumi         | T. Kobayashi             | —         | MPC                           |
| 31210               | 1998 BX7   | 24 jan 1998 | Haleakalā      | NEAT                     | —         | MPC                           |
| 31211               | 1998 BW8   | 18 jan 1998 | Xinglong       | SCAP                     | Ursula    | MPC                           |
| 31212               | 1998 BZ8   | 18 jan 1998 | Xinglong       | SCAP                     | —         | MPC                           |
| 31213               | 1998 BK9   | 24 jan 1998 | Haleakalā      | NEAT                     | —         | MPC                           |
| 31214               | 1998 BZ9   | 22 jan 1998 | Kitt Peak      | Spacewatch               | —         | MPC                           |
| 31215               | 1998 BN10  | 26 jan 1998 | Kleť           | Kleť Obs.                | —         | MPC                           |
| 31216               | 1998 BL12  | 23 jan 1998 | Socorro        | LINEAR                   | —         | MPC                           |
| 31217               | 1998 BD15  | 24 jan 1998 | Haleakalā      | NEAT                     | —         | MPC                           |
| 31218               | 1998 BZ20  | 22 jan 1998 | Kitt Peak      | Spacewatch               | —         | MPC                           |
| 31219               | 1998 BW24  | 28 jan 1998 | Oizumi         | T. Kobayashi             | —         | MPC                           |
| 31220               | 1998 BA26  | 29 jan 1998 | Oizumi         | T. Kobayashi             | —         | MPC                           |
| 31221               | 1998 BP26  | 28 jan 1998 | Haleakalā      | NEAT                     | —         | MPC                           |
| 31222               | 1998 BD30  | 26 jan 1998 | Gekko          | T. Kagawa, T. Urata      | —         | MPC                           |
| 31223               | 1998 BJ30  | 28 jan 1998 | Bédoin         | P. Antonini              | —         | MPC                           |
| 31224               | 1998 BP33  | 31 jan 1998 | Oizumi         | T. Kobayashi             | —         | MPC                           |
| 31225               | 1998 BH35  | 27 jan 1998 | Kitt Peak      | Spacewatch               | —         | MPC                           |
| 31226               | 1998 BZ40  | 24 jan 1998 | Haleakalā      | NEAT                     | —         | MPC                           |
| 31227               | 1998 BC41  | 24 jan 1998 | Haleakala      | NEAT                     | Phocaea   | MPC                           |
| 31228               | 1998 BR45  | 24 jan 1998 | Haleakala      | NEAT                     | —         | MPC                           |
| 31229               | 1998 BD46  | 26 jan 1998 | Kitt Peak      | Spacewatch               | —         | MPC                           |
| 31230 Tuyouyou      | 1998 BB47  | 18 jan 1998 | Xinglong       | SCAP                     | Phocaea   | MPC                           |
| 31231 Uthmann       | 1998 CA    | 1 fev 1998  | Drebach        | J. Kandler, G. Lehmann   | —         | MPC                           |
| 31232 Slavonice     | 1998 CF    | 1 fev 1998  | Kleť           | J. Tichá, M. Tichý       | —         | MPC                           |
| 31233               | 1998 CG1   | 1 fev 1998  | Xinglong       | SCAP                     | Brangane  | MPC                           |
| 31234 Bea           | 1998 CL1   | 7 fev 1998  | Modra          | A. Galád, A. Pravda      | —         | MPC                           |
| 31235               | 1998 CE3   | 6 fev 1998  | La Silla       | E. W. Elst               | Brangane  | MPC                           |
| 31236               | 1998 CC4   | 14 fev 1998 | Farra d'Isonzo | Farra d'Isonzo           | —         | MPC                           |
| 31237               | 1998 CY4   | 6 fev 1998  | La Silla       | E. W. Elst               | —         | MPC                           |
| 31238 Kroměříž      | 1998 DT1   | 21 fev 1998 | Kleť           | J. Tichá, M. Tichý       | —         | MPC                           |
| 31239 Michaeljames  | 1998 DV1   | 21 fev 1998 | Cocoa          | I. P. Griffin            | Phocaea   | MPC                           |
| 31240 Katrianne     | 1998 DB2   | 20 fev 1998 | Drebach        | G. Lehmann               | —         | MPC                           |
| 31241               | 1998 DK2   | 20 fev 1998 | Caussols       | ODAS                     | —         | MPC                           |
| 31242               | 1998 DO10  | 23 fev 1998 | Haleakalā      | NEAT                     | —         | MPC                           |
| 31243               | 1998 DW10  | 16 fev 1998 | Xinglong       | SCAP                     | Brangane  | MPC                           |
| 31244               | 1998 DG11  | 19 fev 1998 | Sormano        | P. Sicoli, A. Testa      | —         | MPC                           |
| 31245               | 1998 DR11  | 24 fev 1998 | Haleakalā      | NEAT                     | —         | MPC                           |
| 31246               | 1998 DZ12  | 24 fev 1998 | Zeno           | T. Stafford              | —         | MPC                           |
| 31247               | 1998 DD13  | 22 fev 1998 | Haleakalā      | NEAT                     | —         | MPC                           |
| 31248               | 1998 DH13  | 24 fev 1998 | Haleakala      | NEAT                     | —         | MPC                           |
| 31249               | 1998 DF14  | 27 fev 1998 | Caussols       | ODAS                     | Pallas    | MPC                           |
| 31250               | 1998 DR14  | 22 fev 1998 | Haleakalā      | NEAT                     | —         | MPC                           |
| 31251               | 1998 DU14  | 22 fev 1998 | Haleakala      | NEAT                     | —         | MPC                           |
| 31252               | 1998 DA15  | 22 fev 1998 | Haleakala      | NEAT                     | —         | MPC                           |
| 31253               | 1998 DQ21  | 22 fev 1998 | Kitt Peak      | Spacewatch               | —         | MPC                           |
| 31254               | 1998 DK23  | 27 fev 1998 | Sormano        | M. Cavagna, P. Chiavenna | —         | MPC                           |
| 31255               | 1998 DL27  | 27 fev 1998 | Bédoin         | P. Antonini              | Ursula    | MPC                           |
| 31256               | 1998 DM32  | 22 fev 1998 | Xinglong       | SCAP                     | —         | MPC                           |
| 31257               | 1998 DG35  | 27 fev 1998 | La Silla       | E. W. Elst               | Brangane  | MPC                           |
| 31258               | 1998 EE    | 1 mar 1998  | Oizumi         | T. Kobayashi             | —         | MPC                           |
| 31259               | 1998 EB3   | 1 mar 1998  | Xinglong       | SCAP                     | —         | MPC                           |
| 31260               | 1998 EE6   | 2 mar 1998  | Nachi-Katsuura | Y. Shimizu, T. Urata     | —         | MPC                           |
| 31261               | 1998 EF8   | 2 mar 1998  | Xinglong       | SCAP                     | —         | MPC                           |
| 31262               | 1998 ES8   | 5 mar 1998  | Xinglong       | SCAP                     | Eos       | MPC                           |
| 31263               | 1998 EG9   | 8 mar 1998  | Xinglong       | SCAP                     | —         | MPC                           |
| 31264               | 1998 EQ11  | 1 mar 1998  | La Silla       | E. W. Elst               | —         | MPC                           |
| 31265               | 1998 EC13  | 1 mar 1998  | La Silla       | E. W. Elst               | —         | MPC                           |
| 31266 Tournefort    | 1998 EZ13  | 1 mar 1998  | La Silla       | E. W. Elst               | —         | MPC                           |
| 31267 Kuldiga       | 1998 ES14  | 1 mar 1998  | La Silla       | E. W. Elst               | Brangane  | MPC                           |
| 31268 Welty         | 1998 FA    | 16 mar 1998 | Cocoa          | I. P. Griffin            | —         | MPC                           |
| 31269               | 1998 FO    | 18 mar 1998 | Kitt Peak      | Spacewatch               | —         | MPC                           |
| 31270               | 1998 FP14  | 26 mar 1998 | Caussols       | ODAS                     | Brangane  | MPC                           |
| 31271 Nallino       | 1998 FH16  | 25 mar 1998 | Bologna        | San Vittore Obs.         | —         | MPC                           |
| 31272 Makosinski    | 1998 FE18  | 20 mar 1998 | Socorro        | LINEAR                   | —         | MPC                           |
| 31273               | 1998 FY23  | 20 mar 1998 | Socorro        | LINEAR                   | —         | MPC                           |
| 31274               | 1998 FE24  | 20 mar 1998 | Socorro        | LINEAR                   | Ursula    | MPC                           |
| 31275               | 1998 FN25  | 20 mar 1998 | Socorro        | LINEAR                   | Brangane  | MPC                           |
| 31276 Calvinrieder  | 1998 FG28  | 20 mar 1998 | Socorro        | LINEAR                   | —         | MPC                           |
| 31277               | 1998 FK28  | 20 mar 1998 | Socorro        | LINEAR                   | —         | MPC                           |
| 31278               | 1998 FK30  | 20 mar 1998 | Socorro        | LINEAR                   | —         | MPC                           |
| 31279               | 1998 FQ31  | 20 mar 1998 | Socorro        | LINEAR                   | —         | MPC                           |
| 31280               | 1998 FG33  | 20 mar 1998 | Socorro        | LINEAR                   | —         | MPC                           |
| 31281 Stothers      | 1998 FK34  | 20 mar 1998 | Socorro        | LINEAR                   | —         | MPC                           |
| 31282 Nicoleticea   | 1998 FD35  | 20 mar 1998 | Socorro        | LINEAR                   | —         | MPC                           |
| 31283 Wanruomeng    | 1998 FD40  | 20 mar 1998 | Socorro        | LINEAR                   | —         | MPC                           |
| 31284               | 1998 FN48  | 20 mar 1998 | Socorro        | LINEAR                   | —         | MPC                           |
| 31285               | 1998 FK51  | 20 mar 1998 | Socorro        | LINEAR                   | —         | MPC                           |
| 31286               | 1998 FD54  | 20 mar 1998 | Socorro        | LINEAR                   | —         | MPC                           |
| 31287               | 1998 FK58  | 20 mar 1998 | Socorro        | LINEAR                   | —         | MPC                           |
| 31288               | 1998 FZ59  | 20 mar 1998 | Socorro        | LINEAR                   | Brangane  | MPC                           |
| 31289               | 1998 FN62  | 20 mar 1998 | Socorro        | LINEAR                   | —         | MPC                           |
| 31290               | 1998 FG63  | 20 mar 1998 | Socorro        | LINEAR                   | —         | MPC                           |
| 31291 Yaoyue        | 1998 FH64  | 20 mar 1998 | Socorro        | LINEAR                   | —         | MPC                           |
| 31292               | 1998 FK66  | 20 mar 1998 | Socorro        | LINEAR                   | —         | MPC                           |
| 31293               | 1998 FP70  | 20 mar 1998 | Socorro        | LINEAR                   | Pallas    | MPC                           |
| 31294               | 1998 FJ71  | 20 mar 1998 | Socorro        | LINEAR                   | Brangane  | MPC                           |
| 31295               | 1998 FF72  | 20 mar 1998 | Socorro        | LINEAR                   | —         | MPC                           |
| 31296               | 1998 FY73  | 22 mar 1998 | Anderson Mesa  | LONEOS                   | Brangane  | MPC                           |
| 31297               | 1998 FZ74  | 24 mar 1998 | Socorro        | LINEAR                   | —         | MPC                           |
| 31298 Chantaihei    | 1998 FB77  | 24 mar 1998 | Socorro        | LINEAR                   | —         | MPC                           |
| 31299               | 1998 FJ80  | 24 mar 1998 | Socorro        | LINEAR                   | —         | MPC                           |
| 31300               | 1998 FZ82  | 24 mar 1998 | Socorro        | LINEAR                   | —         | MPC                           |

## 31301–31400
| Designação          | Designação | Descoberta  | Descoberta          | Descobridor(es)       | Categoria | Mais informações / Referência |
| Permanente          | Provisória | Data        | Local               | Descobridor(es)       | Categoria | Mais informações / Referência |
| ------------------- | ---------- | ----------- | ------------------- | --------------------- | --------- | ----------------------------- |
| 31301               | 1998 FE92  | 24 mar 1998 | Socorro             | LINEAR                | Brangane  | MPC                           |
| 31302               | 1998 FT95  | 31 mar 1998 | Socorro             | LINEAR                | —         | MPC                           |
| 31303               | 1998 FO99  | 31 mar 1998 | Socorro             | LINEAR                | —         | MPC                           |
| 31304               | 1998 FE103 | 31 mar 1998 | Socorro             | LINEAR                | Brangane  | MPC                           |
| 31305               | 1998 FL104 | 31 mar 1998 | Socorro             | LINEAR                | —         | MPC                           |
| 31306               | 1998 FZ104 | 31 mar 1998 | Socorro             | LINEAR                | —         | MPC                           |
| 31307               | 1998 FK105 | 31 mar 1998 | Socorro             | LINEAR                | —         | MPC                           |
| 31308               | 1998 FK113 | 31 mar 1998 | Socorro             | LINEAR                | —         | MPC                           |
| 31309               | 1998 FJ116 | 31 mar 1998 | Socorro             | LINEAR                | —         | MPC                           |
| 31310               | 1998 FP118 | 31 mar 1998 | Socorro             | LINEAR                | —         | MPC                           |
| 31311               | 1998 FX118 | 31 mar 1998 | Socorro             | LINEAR                | —         | MPC                           |
| 31312 Fangerhai     | 1998 FY118 | 31 mar 1998 | Socorro             | LINEAR                | —         | MPC                           |
| 31313 Kanwingyi     | 1998 FO119 | 20 mar 1998 | Socorro             | LINEAR                | —         | MPC                           |
| 31314               | 1998 FS120 | 20 mar 1998 | Socorro             | LINEAR                | —         | MPC                           |
| 31315               | 1998 FS132 | 20 mar 1998 | Socorro             | LINEAR                | —         | MPC                           |
| 31316               | 1998 GZ7   | 2 abr 1998  | Socorro             | LINEAR                | —         | MPC                           |
| 31317               | 1998 GL8   | 2 abr 1998  | Socorro             | LINEAR                | —         | MPC                           |
| 31318               | 1998 GQ10  | 4 abr 1998  | Fair Oaks Ranch     | J. V. McClusky        | —         | MPC                           |
| 31319 Vespucci      | 1998 HD2   | 20 abr 1998 | Colleverde          | V. S. Casulli         | —         | MPC                           |
| 31320               | 1998 HX2   | 21 abr 1998 | Socorro             | LINEAR                | —         | MPC                           |
| 31321               | 1998 HD3   | 21 abr 1998 | Kleť                | Kleť Obs.             | Ursula    | MPC                           |
| 31322               | 1998 HS14  | 17 abr 1998 | Kitt Peak           | Spacewatch            | —         | MPC                           |
| 31323 Lysá hora     | 1998 HC29  | 27 abr 1998 | Ondřejov            | P. Pravec             | —         | MPC                           |
| 31324 Jiřímrázek    | 1998 HR31  | 27 abr 1998 | Ondřejov            | L. Kotková            | —         | MPC                           |
| 31325               | 1998 HN33  | 20 abr 1998 | Socorro             | LINEAR                | —         | MPC                           |
| 31326               | 1998 HF34  | 20 abr 1998 | Socorro             | LINEAR                | Brangane  | MPC                           |
| 31327               | 1998 HM34  | 20 abr 1998 | Socorro             | LINEAR                | —         | MPC                           |
| 31328               | 1998 HV47  | 20 abr 1998 | Socorro             | LINEAR                | Ursula    | MPC                           |
| 31329               | 1998 HU57  | 21 abr 1998 | Socorro             | LINEAR                | —         | MPC                           |
| 31330               | 1998 HB84  | 21 abr 1998 | Socorro             | LINEAR                | —         | MPC                           |
| 31331               | 1998 HU92  | 21 abr 1998 | Socorro             | LINEAR                | Brangane  | MPC                           |
| 31332               | 1998 HC101 | 21 abr 1998 | Socorro             | LINEAR                | —         | MPC                           |
| 31333               | 1998 HD101 | 21 abr 1998 | Socorro             | LINEAR                | —         | MPC                           |
| 31334               | 1998 HW102 | 25 abr 1998 | La Silla            | E. W. Elst            | —         | MPC                           |
| 31335               | 1998 HY124 | 23 abr 1998 | Socorro             | LINEAR                | —         | MPC                           |
| 31336 Chenyuhsin    | 1998 HT129 | 19 abr 1998 | Socorro             | LINEAR                | —         | MPC                           |
| 31337               | 1998 HA134 | 19 abr 1998 | Socorro             | LINEAR                | Brangane  | MPC                           |
| 31338 Lipperhey     | 1998 HX147 | 25 abr 1998 | La Silla            | E. W. Elst            | —         | MPC                           |
| 31339               | 1998 KY30  | 22 mai 1998 | Socorro             | LINEAR                | Pallas    | MPC                           |
| 31340               | 1998 KW53  | 23 mai 1998 | Socorro             | LINEAR                | —         | MPC                           |
| 31341               | 1998 KH55  | 23 mai 1998 | Socorro             | LINEAR                | —         | MPC                           |
| 31342               | 1998 MU31  | 24 jun 1998 | Socorro             | LINEAR                | —         | MPC                           |
| 31343               | 1998 NT    | 12 jul 1998 | Burlington          | T. Handley            | —         | MPC                           |
| 31344 Agathon       | 1998 OM12  | 30 jul 1998 | Reedy Creek         | J. Broughton          | —         | MPC                           |
| 31345               | 1998 PG    | 3 ago 1998  | Anderson Mesa       | LONEOS                | —         | MPC                           |
| 31346               | 1998 PB1   | 15 ago 1998 | Socorro             | LINEAR                | —         | MPC                           |
| 31347               | 1998 QV90  | 28 ago 1998 | Socorro             | LINEAR                | —         | MPC                           |
| 31348               | 1998 QF92  | 28 ago 1998 | Socorro             | LINEAR                | Juno      | MPC                           |
| 31349 Uria-Monzon   | 1998 SV    | 16 set 1998 | Caussols            | ODAS                  | —         | MPC                           |
| 31350               | 1998 SF2   | 17 set 1998 | Woomera             | F. B. Zoltowski       | —         | MPC                           |
| 31351               | 1998 SD24  | 26 set 1998 | Socorro             | LINEAR                | Juno      | MPC                           |
| 31352               | 1998 SP135 | 26 set 1998 | Socorro             | LINEAR                | —         | MPC                           |
| 31353               | 1998 TE    | 2 out 1998  | Gekko               | T. Kagawa             | —         | MPC                           |
| 31354               | 1998 TR3   | 14 out 1998 | Socorro             | LINEAR                | Juno      | MPC                           |
| 31355               | 1998 TT6   | 15 out 1998 | Višnjan Observatory | K. Korlević           | —         | MPC                           |
| 31356               | 1998 TN10  | 12 out 1998 | Kitt Peak           | Spacewatch            | —         | MPC                           |
| 31357               | 1998 UP20  | 28 out 1998 | Višnjan Observatory | K. Korlević           | —         | MPC                           |
| 31358               | 1998 UR23  | 17 out 1998 | Anderson Mesa       | LONEOS                | —         | MPC                           |
| 31359               | 1998 UA28  | 29 out 1998 | Socorro             | LINEAR                | —         | MPC                           |
| 31360 Huangyihsuan  | 1998 VV14  | 10 nov 1998 | Socorro             | LINEAR                | —         | MPC                           |
| 31361               | 1998 VQ29  | 10 nov 1998 | Socorro             | LINEAR                | Phocaea   | MPC                           |
| 31362               | 1998 VU41  | 14 nov 1998 | Kitt Peak           | Spacewatch            | —         | MPC                           |
| 31363 Shulga        | 1998 VS44  | 14 nov 1998 | Anderson Mesa       | LONEOS                | —         | MPC                           |
| 31364               | 1998 WM6   | 24 nov 1998 | Kleť                | Kleť Obs.             | —         | MPC                           |
| 31365               | 1998 WF7   | 23 nov 1998 | Oohira              | T. Urata              | —         | MPC                           |
| 31366               | 1998 WF8   | 25 nov 1998 | Oizumi              | T. Kobayashi          | —         | MPC                           |
| 31367               | 1998 WB9   | 25 nov 1998 | Socorro             | LINEAR                | —         | MPC                           |
| 31368               | 1998 WW23  | 25 nov 1998 | Socorro             | LINEAR                | —         | MPC                           |
| 31369               | 1998 WX26  | 16 nov 1998 | Kitt Peak           | Spacewatch            | —         | MPC                           |
| 31370               | 1998 XS3   | 9 dez 1998  | Oizumi              | T. Kobayashi          | —         | MPC                           |
| 31371               | 1998 XN10  | 15 dez 1998 | Caussols            | ODAS                  | —         | MPC                           |
| 31372               | 1998 XN11  | 13 dez 1998 | Oizumi              | T. Kobayashi          | —         | MPC                           |
| 31373               | 1998 XN12  | 14 dez 1998 | Xinglong            | SCAP                  | —         | MPC                           |
| 31374 Hruskova      | 1998 XZ41  | 14 dez 1998 | Socorro             | LINEAR                | —         | MPC                           |
| 31375 Krystufek     | 1998 XP46  | 14 dez 1998 | Socorro             | LINEAR                | —         | MPC                           |
| 31376 Leobauersfeld | 1998 XB48  | 14 dez 1998 | Socorro             | LINEAR                | —         | MPC                           |
| 31377 Kleinwort     | 1998 XG50  | 14 dez 1998 | Socorro             | LINEAR                | —         | MPC                           |
| 31378 Neidinger     | 1998 XZ50  | 14 dez 1998 | Socorro             | LINEAR                | —         | MPC                           |
| 31379               | 1998 XX51  | 14 dez 1998 | Socorro             | LINEAR                | —         | MPC                           |
| 31380 Hegyesi       | 1998 XA73  | 14 dez 1998 | Socorro             | LINEAR                | —         | MPC                           |
| 31381               | 1998 XW86  | 15 dez 1998 | Socorro             | LINEAR                | —         | MPC                           |
| 31382               | 1998 XN89  | 15 dez 1998 | Socorro             | LINEAR                | Phocaea   | MPC                           |
| 31383               | 1998 XJ94  | 15 dez 1998 | Socorro             | LINEAR                | —         | MPC                           |
| 31384               | 1998 XE96  | 11 dez 1998 | Mérida              | O. A. Naranjo         | —         | MPC                           |
| 31385               | 1998 XF96  | 11 dez 1998 | Mérida              | O. A. Naranjo         | Phocaea   | MPC                           |
| 31386               | 1998 YG1   | 16 dez 1998 | Gekko               | T. Kagawa             | —         | MPC                           |
| 31387               | 1998 YA2   | 16 dez 1998 | Caussols            | ODAS                  | —         | MPC                           |
| 31388               | 1998 YL2   | 17 dez 1998 | Caussols            | ODAS                  | Mitidika  | MPC                           |
| 31389 Alexkaplan    | 1998 YN2   | 17 dez 1998 | Caussols            | ODAS                  | —         | MPC                           |
| 31390               | 1998 YB4   | 19 dez 1998 | Oizumi              | T. Kobayashi          | —         | MPC                           |
| 31391               | 1998 YA5   | 17 dez 1998 | Caussols            | ODAS                  | —         | MPC                           |
| 31392               | 1998 YJ5   | 20 dez 1998 | Catalina            | CSS                   | —         | MPC                           |
| 31393               | 1998 YG8   | 24 dez 1998 | Oizumi              | T. Kobayashi          | —         | MPC                           |
| 31394               | 1998 YX9   | 25 dez 1998 | Višnjan Observatory | K. Korlević, M. Jurić | —         | MPC                           |
| 31395               | 1998 YB11  | 18 dez 1998 | Caussols            | ODAS                  | —         | MPC                           |
| 31396               | 1998 YQ12  | 29 dez 1998 | Oizumi              | T. Kobayashi          | —         | MPC                           |
| 31397               | 1998 YR15  | 22 dez 1998 | Kitt Peak           | Spacewatch            | —         | MPC                           |
| 31398               | 1998 YU29  | 27 dez 1998 | Anderson Mesa       | LONEOS                | —         | MPC                           |
| 31399               | 1998 YF30  | 24 dez 1998 | Anderson Mesa       | LONEOS                | Phocaea   | MPC                           |
| 31400 Dakshdua      | 1998 YY31  | 16 dez 1998 | Socorro             | LINEAR                | —         | MPC                           |

## 31401–31500
| Designação            | Designação | Descoberta  | Descoberta          | Descobridor(es)      | Categoria | Mais informações / Referência |
| Permanente            | Provisória | Data        | Local               | Descobridor(es)      | Categoria | Mais informações / Referência |
| --------------------- | ---------- | ----------- | ------------------- | -------------------- | --------- | ----------------------------- |
| 31401                 | 1999 AK    | 6 jan 1999  | Višnjan Observatory | K. Korlević          | —         | MPC                           |
| 31402 Negishi         | 1999 AR    | 7 jan 1999  | Oizumi              | T. Kobayashi         | —         | MPC                           |
| 31403                 | 1999 AV    | 7 jan 1999  | Oizumi              | T. Kobayashi         | —         | MPC                           |
| 31404                 | 1999 AL1   | 7 jan 1999  | Kitt Peak           | Spacewatch           | —         | MPC                           |
| 31405                 | 1999 AD2   | 9 jan 1999  | Oizumi              | T. Kobayashi         | —         | MPC                           |
| 31406                 | 1999 AA4   | 10 jan 1999 | Oizumi              | T. Kobayashi         | —         | MPC                           |
| 31407                 | 1999 AP4   | 11 jan 1999 | Oizumi              | T. Kobayashi         | —         | MPC                           |
| 31408                 | 1999 AV4   | 11 jan 1999 | Oizumi              | T. Kobayashi         | —         | MPC                           |
| 31409                 | 1999 AB5   | 11 jan 1999 | Oizumi              | T. Kobayashi         | —         | MPC                           |
| 31410                 | 1999 AY5   | 12 jan 1999 | Oizumi              | T. Kobayashi         | —         | MPC                           |
| 31411                 | 1999 AU9   | 10 jan 1999 | Xinglong            | SCAP                 | —         | MPC                           |
| 31412 Andersonribeiro | 1999 AP20  | 13 jan 1999 | Anderson Mesa       | LONEOS               | —         | MPC                           |
| 31413                 | 1999 AR21  | 15 jan 1999 | Višnjan Observatory | K. Korlević          | —         | MPC                           |
| 31414 Rotarysusa      | 1999 AV22  | 14 jan 1999 | San Marcello        | L. Tesi, A. Boattini | —         | MPC                           |
| 31415                 | 1999 AK23  | 10 jan 1999 | Anderson Mesa       | LONEOS               | —         | MPC                           |
| 31416 Peteworden      | 1999 AX24  | 15 jan 1999 | Caussols            | ODAS                 | —         | MPC                           |
| 31417                 | 1999 AD32  | 15 jan 1999 | Kitt Peak           | Spacewatch           | —         | MPC                           |
| 31418                 | 1999 AJ34  | 14 jan 1999 | Anderson Mesa       | LONEOS               | —         | MPC                           |
| 31419                 | 1999 AN37  | 6 jan 1999  | Anderson Mesa       | LONEOS               | —         | MPC                           |
| 31420                 | 1999 BV    | 16 jan 1999 | Fair Oaks Ranch     | J. V. McClusky       | —         | MPC                           |
| 31421                 | 1999 BZ    | 17 jan 1999 | Catalina            | CSS                  | —         | MPC                           |
| 31422                 | 1999 BE1   | 16 jan 1999 | High Point          | D. K. Chesney        | —         | MPC                           |
| 31423                 | 1999 BR2   | 18 jan 1999 | Oizumi              | T. Kobayashi         | —         | MPC                           |
| 31424                 | 1999 BW2   | 18 jan 1999 | Oizumi              | T. Kobayashi         | —         | MPC                           |
| 31425                 | 1999 BF3   | 16 jan 1999 | Kushiro             | S. Ueda, H. Kaneda   | —         | MPC                           |
| 31426                 | 1999 BA5   | 19 jan 1999 | Caussols            | ODAS                 | —         | MPC                           |
| 31427                 | 1999 BS5   | 20 jan 1999 | Višnjan Observatory | K. Korlević          | Mitidika  | MPC                           |
| 31428                 | 1999 BG6   | 20 jan 1999 | Caussols            | ODAS                 | —         | MPC                           |
| 31429 Diegoazzaro     | 1999 BL7   | 21 jan 1999 | Colleverde          | V. S. Casulli        | —         | MPC                           |
| 31430                 | 1999 BX8   | 22 jan 1999 | Višnjan Observatory | K. Korlević          | —         | MPC                           |
| 31431 Cabibbo         | 1999 BP9   | 21 jan 1999 | Bologna             | San Vittore Obs.     | —         | MPC                           |
| 31432                 | 1999 BY12  | 24 jan 1999 | Višnjan Observatory | K. Korlević          | —         | MPC                           |
| 31433                 | 1999 BA13  | 24 jan 1999 | Višnjan Observatory | K. Korlević          | —         | MPC                           |
| 31434                 | 1999 BQ13  | 25 jan 1999 | Višnjan Observatory | K. Korlević          | —         | MPC                           |
| 31435 Benhauck        | 1999 BH14  | 23 jan 1999 | Caussols            | ODAS                 | —         | MPC                           |
| 31436                 | 1999 BJ15  | 26 jan 1999 | Višnjan Observatory | K. Korlević          | —         | MPC                           |
| 31437 Verma           | 1999 BT19  | 16 jan 1999 | Socorro             | LINEAR               | —         | MPC                           |
| 31438 Yasuhitohayashi | 1999 BV19  | 16 jan 1999 | Socorro             | LINEAR               | —         | MPC                           |
| 31439 Mieyamanaka     | 1999 BQ23  | 18 jan 1999 | Socorro             | LINEAR               | —         | MPC                           |
| 31440                 | 1999 BD26  | 25 jan 1999 | Višnjan Observatory | K. Korlević          | —         | MPC                           |
| 31441                 | 1999 BE28  | 17 jan 1999 | Kitt Peak           | Spacewatch           | —         | MPC                           |
| 31442 Stark           | 1999 CY1   | 7 fev 1999  | Jornada             | D. S. Dixon          | —         | MPC                           |
| 31443                 | 1999 CL2   | 5 fev 1999  | Xinglong            | SCAP                 | —         | MPC                           |
| 31444                 | 1999 CW2   | 9 fev 1999  | Oaxaca              | J. M. Roe            | —         | MPC                           |
| 31445                 | 1999 CS5   | 12 fev 1999 | Oizumi              | T. Kobayashi         | —         | MPC                           |
| 31446                 | 1999 CV5   | 12 fev 1999 | Oizumi              | T. Kobayashi         | —         | MPC                           |
| 31447                 | 1999 CB8   | 12 fev 1999 | Višnjan Observatory | K. Korlević          | —         | MPC                           |
| 31448                 | 1999 CO8   | 13 fev 1999 | High Point          | D. K. Chesney        | —         | MPC                           |
| 31449                 | 1999 CO9   | 14 fev 1999 | Oizumi              | T. Kobayashi         | —         | MPC                           |
| 31450 Stevepreston    | 1999 CU9   | 14 fev 1999 | Reedy Creek         | J. Broughton         | —         | MPC                           |
| 31451 Joenickell      | 1999 CE10  | 9 fev 1999  | Grasslands          | J. McGaha            | —         | MPC                           |
| 31452                 | 1999 CX12  | 14 fev 1999 | Caussols            | ODAS                 | —         | MPC                           |
| 31453                 | 1999 CY12  | 14 fev 1999 | Caussols            | ODAS                 | —         | MPC                           |
| 31454                 | 1999 CH14  | 13 fev 1999 | Višnjan Observatory | K. Korlević          | —         | MPC                           |
| 31455                 | 1999 CU14  | 15 fev 1999 | Višnjan Observatory | K. Korlević          | —         | MPC                           |
| 31456                 | 1999 CV14  | 15 fev 1999 | Višnjan Observatory | K. Korlević          | —         | MPC                           |
| 31457                 | 1999 CW14  | 15 fev 1999 | Višnjan Observatory | K. Korlević          | —         | MPC                           |
| 31458 Delrosso        | 1999 CG16  | 15 fev 1999 | San Marcello        | L. Tesi, A. Boattini | —         | MPC                           |
| 31459                 | 1999 CB17  | 10 fev 1999 | Socorro             | LINEAR               | Phocaea   | MPC                           |
| 31460 Jongsowfei      | 1999 CV19  | 10 fev 1999 | Socorro             | LINEAR               | —         | MPC                           |
| 31461 Shannonlee      | 1999 CK20  | 10 fev 1999 | Socorro             | LINEAR               | —         | MPC                           |
| 31462 Brchnelova      | 1999 CW22  | 10 fev 1999 | Socorro             | LINEAR               | —         | MPC                           |
| 31463 Michalgeci      | 1999 CC24  | 10 fev 1999 | Socorro             | LINEAR               | —         | MPC                           |
| 31464 Liscinsky       | 1999 CM25  | 10 fev 1999 | Socorro             | LINEAR               | —         | MPC                           |
| 31465 Piyasiri        | 1999 CS26  | 10 fev 1999 | Socorro             | LINEAR               | —         | MPC                           |
| 31466 Abualhassan     | 1999 CU26  | 10 fev 1999 | Socorro             | LINEAR               | —         | MPC                           |
| 31467                 | 1999 CG29  | 10 fev 1999 | Socorro             | LINEAR               | —         | MPC                           |
| 31468 Albastaki       | 1999 CE31  | 10 fev 1999 | Socorro             | LINEAR               | —         | MPC                           |
| 31469 Aizawa          | 1999 CO31  | 10 fev 1999 | Socorro             | LINEAR               | —         | MPC                           |
| 31470 Alagappan       | 1999 CR33  | 10 fev 1999 | Socorro             | LINEAR               | —         | MPC                           |
| 31471 Sallyalbright   | 1999 CJ36  | 10 fev 1999 | Socorro             | LINEAR               | —         | MPC                           |
| 31472                 | 1999 CT36  | 10 fev 1999 | Socorro             | LINEAR               | —         | MPC                           |
| 31473 Guangning       | 1999 CD37  | 10 fev 1999 | Socorro             | LINEAR               | —         | MPC                           |
| 31474 Advaithanand    | 1999 CL37  | 10 fev 1999 | Socorro             | LINEAR               | —         | MPC                           |
| 31475 Robbacchus      | 1999 CH42  | 10 fev 1999 | Socorro             | LINEAR               | —         | MPC                           |
| 31476 Bocconcelli     | 1999 CK43  | 10 fev 1999 | Socorro             | LINEAR               | —         | MPC                           |
| 31477 Meenakshi       | 1999 CO43  | 10 fev 1999 | Socorro             | LINEAR               | —         | MPC                           |
| 31478                 | 1999 CJ45  | 10 fev 1999 | Socorro             | LINEAR               | —         | MPC                           |
| 31479 Botello         | 1999 CD47  | 10 fev 1999 | Socorro             | LINEAR               | —         | MPC                           |
| 31480 Jonahbutler     | 1999 CN47  | 10 fev 1999 | Socorro             | LINEAR               | —         | MPC                           |
| 31481                 | 1999 CX47  | 10 fev 1999 | Socorro             | LINEAR               | —         | MPC                           |
| 31482 Caddell         | 1999 CK48  | 10 fev 1999 | Socorro             | LINEAR               | —         | MPC                           |
| 31483 Caulfield       | 1999 CR48  | 10 fev 1999 | Socorro             | LINEAR               | —         | MPC                           |
| 31484                 | 1999 CC49  | 10 fev 1999 | Socorro             | LINEAR               | —         | MPC                           |
| 31485                 | 1999 CM51  | 10 fev 1999 | Socorro             | LINEAR               | —         | MPC                           |
| 31486                 | 1999 CR52  | 10 fev 1999 | Socorro             | LINEAR               | —         | MPC                           |
| 31487 Parthchopra     | 1999 CH53  | 10 fev 1999 | Socorro             | LINEAR               | —         | MPC                           |
| 31488                 | 1999 CM53  | 10 fev 1999 | Socorro             | LINEAR               | —         | MPC                           |
| 31489 Matthewchun     | 1999 CN53  | 10 fev 1999 | Socorro             | LINEAR               | —         | MPC                           |
| 31490 Swapnavdeka     | 1999 CB55  | 10 fev 1999 | Socorro             | LINEAR               | —         | MPC                           |
| 31491 Demessie        | 1999 CF57  | 10 fev 1999 | Socorro             | LINEAR               | —         | MPC                           |
| 31492 Jennarose       | 1999 CV57  | 10 fev 1999 | Socorro             | LINEAR               | —         | MPC                           |
| 31493 Fernando-Peiris | 1999 CS58  | 10 fev 1999 | Socorro             | LINEAR               | —         | MPC                           |
| 31494 Emmafreedman    | 1999 CP60  | 12 fev 1999 | Socorro             | LINEAR               | —         | MPC                           |
| 31495 Sarahgalvin     | 1999 CR60  | 12 fev 1999 | Socorro             | LINEAR               | —         | MPC                           |
| 31496 Glowacz         | 1999 CU60  | 12 fev 1999 | Socorro             | LINEAR               | —         | MPC                           |
| 31497                 | 1999 CW61  | 12 fev 1999 | Socorro             | LINEAR               | Phocaea   | MPC                           |
| 31498                 | 1999 CX61  | 12 fev 1999 | Socorro             | LINEAR               | —         | MPC                           |
| 31499                 | 1999 CS64  | 12 fev 1999 | Socorro             | LINEAR               | —         | MPC                           |
| 31500 Grutzik         | 1999 CK66  | 12 fev 1999 | Socorro             | LINEAR               | —         | MPC                           |

## 31501–31600
| Designação         | Designação | Descoberta  | Descoberta          | Descobridor(es)      | Categoria | Mais informações / Referência |
| Permanente         | Provisória | Data        | Local               | Descobridor(es)      | Categoria | Mais informações / Referência |
| ------------------ | ---------- | ----------- | ------------------- | -------------------- | --------- | ----------------------------- |
| 31501 Williamhang  | 1999 CJ68  | 12 fev 1999 | Socorro             | LINEAR               | —         | MPC                           |
| 31502 Hellerstein  | 1999 CQ68  | 12 fev 1999 | Socorro             | LINEAR               | —         | MPC                           |
| 31503 Jessicahong  | 1999 CH72  | 12 fev 1999 | Socorro             | LINEAR               | —         | MPC                           |
| 31504 Jaisonjain   | 1999 CF73  | 12 fev 1999 | Socorro             | LINEAR               | —         | MPC                           |
| 31505              | 1999 CE74  | 12 fev 1999 | Socorro             | LINEAR               | —         | MPC                           |
| 31506              | 1999 CZ76  | 12 fev 1999 | Socorro             | LINEAR               | —         | MPC                           |
| 31507 Williamjin   | 1999 CX81  | 12 fev 1999 | Socorro             | LINEAR               | —         | MPC                           |
| 31508 Kanevsky     | 1999 CK84  | 10 fev 1999 | Socorro             | LINEAR               | —         | MPC                           |
| 31509              | 1999 CT84  | 10 fev 1999 | Socorro             | LINEAR               | —         | MPC                           |
| 31510 Saumya       | 1999 CQ85  | 10 fev 1999 | Socorro             | LINEAR               | —         | MPC                           |
| 31511 Jessicakim   | 1999 CL87  | 10 fev 1999 | Socorro             | LINEAR               | —         | MPC                           |
| 31512 Koyyalagunta | 1999 CF91  | 10 fev 1999 | Socorro             | LINEAR               | —         | MPC                           |
| 31513 Lafazan      | 1999 CV92  | 10 fev 1999 | Socorro             | LINEAR               | —         | MPC                           |
| 31514              | 1999 CL101 | 10 fev 1999 | Socorro             | LINEAR               | —         | MPC                           |
| 31515              | 1999 CN101 | 10 fev 1999 | Socorro             | LINEAR               | —         | MPC                           |
| 31516 Leibowitz    | 1999 CX101 | 10 fev 1999 | Socorro             | LINEAR               | —         | MPC                           |
| 31517 Mahoui       | 1999 CW102 | 12 fev 1999 | Socorro             | LINEAR               | —         | MPC                           |
| 31518              | 1999 CG103 | 12 fev 1999 | Socorro             | LINEAR               | Phocaea   | MPC                           |
| 31519 Mimamarquez  | 1999 CS103 | 12 fev 1999 | Socorro             | LINEAR               | —         | MPC                           |
| 31520              | 1999 CB105 | 12 fev 1999 | Socorro             | LINEAR               | —         | MPC                           |
| 31521              | 1999 CT106 | 12 fev 1999 | Socorro             | LINEAR               | Phocaea   | MPC                           |
| 31522 McCutchen    | 1999 CE109 | 12 fev 1999 | Socorro             | LINEAR               | —         | MPC                           |
| 31523 Jessemichel  | 1999 CZ110 | 12 fev 1999 | Socorro             | LINEAR               | —         | MPC                           |
| 31524              | 1999 CE112 | 12 fev 1999 | Socorro             | LINEAR               | —         | MPC                           |
| 31525 Nickmiller   | 1999 CO116 | 12 fev 1999 | Socorro             | LINEAR               | —         | MPC                           |
| 31526              | 1999 CW124 | 11 fev 1999 | Socorro             | LINEAR               | —         | MPC                           |
| 31527              | 1999 CM126 | 11 fev 1999 | Socorro             | LINEAR               | —         | MPC                           |
| 31528              | 1999 CU126 | 11 fev 1999 | Socorro             | LINEAR               | —         | MPC                           |
| 31529              | 1999 CW127 | 11 fev 1999 | Socorro             | LINEAR               | —         | MPC                           |
| 31530              | 1999 CQ128 | 11 fev 1999 | Socorro             | LINEAR               | Phocaea   | MPC                           |
| 31531 ARRL         | 1999 CQ137 | 9 fev 1999  | Kitt Peak           | Spacewatch           | —         | MPC                           |
| 31532              | 1999 CZ146 | 9 fev 1999  | Kitt Peak           | Spacewatch           | —         | MPC                           |
| 31533              | 1999 CV148 | 10 fev 1999 | Kitt Peak           | Spacewatch           | —         | MPC                           |
| 31534              | 1999 CE149 | 13 fev 1999 | Kitt Peak           | Spacewatch           | —         | MPC                           |
| 31535              | 1999 CE150 | 13 fev 1999 | Kitt Peak           | Spacewatch           | —         | MPC                           |
| 31536              | 1999 CX150 | 8 fev 1999  | Kitt Peak           | Spacewatch           | —         | MPC                           |
| 31537              | 1999 DZ    | 18 fev 1999 | Višnjan Observatory | K. Korlević          | —         | MPC                           |
| 31538              | 1999 DM1   | 17 fev 1999 | Socorro             | LINEAR               | —         | MPC                           |
| 31539              | 1999 DQ1   | 18 fev 1999 | Haleakalā           | NEAT                 | —         | MPC                           |
| 31540              | 1999 DK2   | 19 fev 1999 | Oizumi              | T. Kobayashi         | —         | MPC                           |
| 31541              | 1999 DC3   | 21 fev 1999 | Oizumi              | T. Kobayashi         | —         | MPC                           |
| 31542              | 1999 DR3   | 20 fev 1999 | Nachi-Katsuura      | Y. Shimizu, T. Urata | Brangane  | MPC                           |
| 31543              | 1999 DM5   | 17 fev 1999 | Socorro             | LINEAR               | —         | MPC                           |
| 31544              | 1999 DZ5   | 17 fev 1999 | Socorro             | LINEAR               | —         | MPC                           |
| 31545              | 1999 DN6   | 20 fev 1999 | Socorro             | LINEAR               | —         | MPC                           |
| 31546              | 1999 DP6   | 20 fev 1999 | Socorro             | LINEAR               | —         | MPC                           |
| 31547              | 1999 DT6   | 20 fev 1999 | Socorro             | LINEAR               | —         | MPC                           |
| 31548              | 1999 DV6   | 20 fev 1999 | Socorro             | LINEAR               | —         | MPC                           |
| 31549              | 1999 DY6   | 23 fev 1999 | Socorro             | LINEAR               | —         | MPC                           |
| 31550              | 1999 DT7   | 18 fev 1999 | Anderson Mesa       | LONEOS               | —         | MPC                           |
| 31551              | 1999 DV7   | 18 fev 1999 | Anderson Mesa       | LONEOS               | —         | MPC                           |
| 31552              | 1999 EJ    | 7 mar 1999  | Reedy Creek         | J. Broughton         | —         | MPC                           |
| 31553              | 1999 EG2   | 9 mar 1999  | Kitt Peak           | Spacewatch           | —         | MPC                           |
| 31554              | 1999 EJ2   | 9 mar 1999  | Kitt Peak           | Spacewatch           | —         | MPC                           |
| 31555 Wheeler      | 1999 EV2   | 7 mar 1999  | Gnosca              | S. Sposetti          | —         | MPC                           |
| 31556 Shatner      | 1999 EP5   | 13 mar 1999 | Goodricke-Pigott    | R. A. Tucker         | Eos       | MPC                           |
| 31557 Holleybakich | 1999 EX5   | 13 mar 1999 | Goodricke-Pigott    | R. A. Tucker         | —         | MPC                           |
| 31558              | 1999 EE6   | 12 mar 1999 | Kitt Peak           | Spacewatch           | —         | MPC                           |
| 31559 Alonmillet   | 1999 ED12  | 15 mar 1999 | Socorro             | LINEAR               | —         | MPC                           |
| 31560              | 1999 EQ14  | 11 mar 1999 | Kitt Peak           | Spacewatch           | —         | MPC                           |
| 31561              | 1999 FT5   | 21 mar 1999 | Farra d'Isonzo      | Farra d'Isonzo       | —         | MPC                           |
| 31562              | 1999 FU6   | 19 mar 1999 | Caussols            | ODAS                 | —         | MPC                           |
| 31563              | 1999 FW8   | 19 mar 1999 | Anderson Mesa       | LONEOS               | —         | MPC                           |
| 31564              | 1999 FF9   | 20 mar 1999 | Anderson Mesa       | LONEOS               | —         | MPC                           |
| 31565              | 1999 FO9   | 22 mar 1999 | Anderson Mesa       | LONEOS               | —         | MPC                           |
| 31566              | 1999 FF10  | 22 mar 1999 | Anderson Mesa       | LONEOS               | —         | MPC                           |
| 31567              | 1999 FG10  | 22 mar 1999 | Anderson Mesa       | LONEOS               | —         | MPC                           |
| 31568              | 1999 FQ14  | 19 mar 1999 | Kitt Peak           | Spacewatch           | —         | MPC                           |
| 31569              | 1999 FL18  | 22 mar 1999 | Anderson Mesa       | LONEOS               | —         | MPC                           |
| 31570              | 1999 FG19  | 22 mar 1999 | Anderson Mesa       | LONEOS               | —         | MPC                           |
| 31571              | 1999 FY20  | 25 mar 1999 | Kleť                | Kleť Obs.            | —         | MPC                           |
| 31572              | 1999 FM22  | 19 mar 1999 | Socorro             | LINEAR               | —         | MPC                           |
| 31573 Mohanty      | 1999 FS23  | 19 mar 1999 | Socorro             | LINEAR               | —         | MPC                           |
| 31574 Moshova      | 1999 FB25  | 19 mar 1999 | Socorro             | LINEAR               | —         | MPC                           |
| 31575 Nikhilmurthy | 1999 FA26  | 19 mar 1999 | Socorro             | LINEAR               | —         | MPC                           |
| 31576 Nandigala    | 1999 FF26  | 19 mar 1999 | Socorro             | LINEAR               | —         | MPC                           |
| 31577              | 1999 FO27  | 19 mar 1999 | Socorro             | LINEAR               | —         | MPC                           |
| 31578              | 1999 FM29  | 19 mar 1999 | Socorro             | LINEAR               | —         | MPC                           |
| 31579              | 1999 FX29  | 19 mar 1999 | Socorro             | LINEAR               | Ursula    | MPC                           |
| 31580 Bridgetoei   | 1999 FH30  | 19 mar 1999 | Socorro             | LINEAR               | —         | MPC                           |
| 31581 Onnink       | 1999 FL30  | 19 mar 1999 | Socorro             | LINEAR               | —         | MPC                           |
| 31582 Miraeparker  | 1999 FO30  | 19 mar 1999 | Socorro             | LINEAR               | —         | MPC                           |
| 31583              | 1999 FP30  | 19 mar 1999 | Socorro             | LINEAR               | Ursula    | MPC                           |
| 31584 Emaparker    | 1999 FG31  | 19 mar 1999 | Socorro             | LINEAR               | —         | MPC                           |
| 31585              | 1999 FJ31  | 19 mar 1999 | Socorro             | LINEAR               | —         | MPC                           |
| 31586              | 1999 FA32  | 19 mar 1999 | Socorro             | LINEAR               | —         | MPC                           |
| 31587              | 1999 FQ32  | 23 mar 1999 | Višnjan Observatory | K. Korlević          | —         | MPC                           |
| 31588 Harrypaul    | 1999 FT33  | 19 mar 1999 | Socorro             | LINEAR               | —         | MPC                           |
| 31589              | 1999 FX33  | 19 mar 1999 | Socorro             | LINEAR               | —         | MPC                           |
| 31590              | 1999 FS34  | 19 mar 1999 | Socorro             | LINEAR               | —         | MPC                           |
| 31591              | 1999 FD35  | 19 mar 1999 | Socorro             | LINEAR               | —         | MPC                           |
| 31592 Jacobplaut   | 1999 FG36  | 20 mar 1999 | Socorro             | LINEAR               | —         | MPC                           |
| 31593 Romapradhan  | 1999 FG39  | 20 mar 1999 | Socorro             | LINEAR               | —         | MPC                           |
| 31594 Drewprevost  | 1999 FH41  | 20 mar 1999 | Socorro             | LINEAR               | —         | MPC                           |
| 31595 Noahpritt    | 1999 FS45  | 20 mar 1999 | Socorro             | LINEAR               | —         | MPC                           |
| 31596 Ragavender   | 1999 FL46  | 20 mar 1999 | Socorro             | LINEAR               | Mitidika  | MPC                           |
| 31597 Allisonmarie | 1999 FP47  | 20 mar 1999 | Socorro             | LINEAR               | —         | MPC                           |
| 31598 Danielrudin  | 1999 FQ48  | 20 mar 1999 | Socorro             | LINEAR               | —         | MPC                           |
| 31599 Chloesherry  | 1999 FE49  | 20 mar 1999 | Socorro             | LINEAR               | —         | MPC                           |
| 31600 Somasundaram | 1999 FJ51  | 20 mar 1999 | Socorro             | LINEAR               | Eos       | MPC                           |

## 31601–31700
| Designação          | Designação | Descoberta  | Descoberta          | Descobridor(es)          | Categoria | Mais informações / Referência |
| Permanente          | Provisória | Data        | Local               | Descobridor(es)          | Categoria | Mais informações / Referência |
| ------------------- | ---------- | ----------- | ------------------- | ------------------------ | --------- | ----------------------------- |
| 31601               | 1999 GF    | 3 abr 1999  | Višnjan Observatory | K. Korlević              | —         | MPC                           |
| 31602               | 1999 GG    | 3 abr 1999  | Višnjan Observatory | K. Korlević              | —         | MPC                           |
| 31603               | 1999 GQ3   | 10 abr 1999 | Fountain Hills      | C. W. Juels              | —         | MPC                           |
| 31604               | 1999 GH4   | 13 abr 1999 | Oaxaca              | J. M. Roe                | —         | MPC                           |
| 31605 Braschi       | 1999 GM4   | 10 abr 1999 | Montelupo           | M. Tombelli, A. Boattini | —         | MPC                           |
| 31606               | 1999 GX4   | 13 abr 1999 | Woomera             | F. B. Zoltowski          | —         | MPC                           |
| 31607               | 1999 GQ5   | 15 abr 1999 | Gekko               | T. Kagawa                | —         | MPC                           |
| 31608               | 1999 GR5   | 12 abr 1999 | Reedy Creek         | J. Broughton             | Brangane  | MPC                           |
| 31609               | 1999 GT5   | 15 abr 1999 | Fountain Hills      | C. W. Juels              | —         | MPC                           |
| 31610               | 1999 GC6   | 14 abr 1999 | Nachi-Katsuura      | Y. Shimizu, T. Urata     | —         | MPC                           |
| 31611               | 1999 GF6   | 13 abr 1999 | Višnjan Observatory | K. Korlević              | —         | MPC                           |
| 31612               | 1999 GG6   | 13 abr 1999 | Višnjan Observatory | K. Korlević              | —         | MPC                           |
| 31613               | 1999 GO8   | 10 abr 1999 | Anderson Mesa       | LONEOS                   | —         | MPC                           |
| 31614               | 1999 GV10  | 11 abr 1999 | Kitt Peak           | Spacewatch               | —         | MPC                           |
| 31615               | 1999 GF16  | 9 abr 1999  | Socorro             | LINEAR                   | —         | MPC                           |
| 31616               | 1999 GM17  | 15 abr 1999 | Socorro             | LINEAR                   | Brangane  | MPC                           |
| 31617 Meeraradha    | 1999 GP17  | 15 abr 1999 | Socorro             | LINEAR                   | —         | MPC                           |
| 31618 Tharakan      | 1999 GE18  | 15 abr 1999 | Socorro             | LINEAR                   | —         | MPC                           |
| 31619 Jodietinker   | 1999 GU18  | 15 abr 1999 | Socorro             | LINEAR                   | —         | MPC                           |
| 31620               | 1999 GB19  | 15 abr 1999 | Socorro             | LINEAR                   | —         | MPC                           |
| 31621               | 1999 GH19  | 15 abr 1999 | Socorro             | LINEAR                   | —         | MPC                           |
| 31622               | 1999 GL19  | 15 abr 1999 | Socorro             | LINEAR                   | —         | MPC                           |
| 31623               | 1999 GK20  | 15 abr 1999 | Socorro             | LINEAR                   | —         | MPC                           |
| 31624               | 1999 GP20  | 15 abr 1999 | Socorro             | LINEAR                   | —         | MPC                           |
| 31625               | 1999 GR20  | 15 abr 1999 | Socorro             | LINEAR                   | —         | MPC                           |
| 31626               | 1999 GV20  | 15 abr 1999 | Socorro             | LINEAR                   | —         | MPC                           |
| 31627 Ulmera        | 1999 GW20  | 15 abr 1999 | Socorro             | LINEAR                   | —         | MPC                           |
| 31628 Vorperian     | 1999 GG23  | 6 abr 1999  | Socorro             | LINEAR                   | —         | MPC                           |
| 31629               | 1999 GK23  | 6 abr 1999  | Socorro             | LINEAR                   | —         | MPC                           |
| 31630 Jennywang     | 1999 GN23  | 6 abr 1999  | Socorro             | LINEAR                   | —         | MPC                           |
| 31631 Abbywilliams  | 1999 GL28  | 7 abr 1999  | Socorro             | LINEAR                   | —         | MPC                           |
| 31632 Stephaying    | 1999 GM28  | 7 abr 1999  | Socorro             | LINEAR                   | —         | MPC                           |
| 31633 Almonte       | 1999 GH30  | 7 abr 1999  | Socorro             | LINEAR                   | —         | MPC                           |
| 31634               | 1999 GG31  | 7 abr 1999  | Socorro             | LINEAR                   | —         | MPC                           |
| 31635 Anandarao     | 1999 GW31  | 7 abr 1999  | Socorro             | LINEAR                   | —         | MPC                           |
| 31636               | 1999 GB32  | 7 abr 1999  | Socorro             | LINEAR                   | —         | MPC                           |
| 31637 Bhimaraju     | 1999 GF32  | 7 abr 1999  | Socorro             | LINEAR                   | —         | MPC                           |
| 31638               | 1999 GL32  | 7 abr 1999  | Socorro             | LINEAR                   | —         | MPC                           |
| 31639 Bodoni        | 1999 GC34  | 6 abr 1999  | Socorro             | LINEAR                   | —         | MPC                           |
| 31640 Johncaven     | 1999 GH34  | 6 abr 1999  | Socorro             | LINEAR                   | —         | MPC                           |
| 31641               | 1999 GW34  | 6 abr 1999  | Socorro             | LINEAR                   | —         | MPC                           |
| 31642 Soyounchoi    | 1999 GX36  | 14 abr 1999 | Socorro             | LINEAR                   | —         | MPC                           |
| 31643 Natashachugh  | 1999 GE41  | 12 abr 1999 | Socorro             | LINEAR                   | —         | MPC                           |
| 31644               | 1999 GY41  | 12 abr 1999 | Socorro             | LINEAR                   | —         | MPC                           |
| 31645               | 1999 GJ42  | 12 abr 1999 | Socorro             | LINEAR                   | —         | MPC                           |
| 31646               | 1999 GQ44  | 12 abr 1999 | Socorro             | LINEAR                   | Brangane  | MPC                           |
| 31647               | 1999 GY51  | 11 abr 1999 | Anderson Mesa       | LONEOS                   | —         | MPC                           |
| 31648               | 1999 GL53  | 11 abr 1999 | Anderson Mesa       | LONEOS                   | Phocaea   | MPC                           |
| 31649               | 1999 GL55  | 7 abr 1999  | Kitt Peak           | Spacewatch               | —         | MPC                           |
| 31650 Frýdek-Místek | 1999 HW    | 18 abr 1999 | Ondřejov            | P. Pravec                | —         | MPC                           |
| 31651               | 1999 HH2   | 19 abr 1999 | Majorca             | Á. López J., R. Pacheco  | —         | MPC                           |
| 31652               | 1999 HS2   | 21 abr 1999 | Xinglong            | SCAP                     | —         | MPC                           |
| 31653               | 1999 HH4   | 16 abr 1999 | Kitt Peak           | Spacewatch               | —         | MPC                           |
| 31654               | 1999 HJ5   | 17 abr 1999 | Kitt Peak           | Spacewatch               | —         | MPC                           |
| 31655 Averyclowes   | 1999 HG7   | 17 abr 1999 | Socorro             | LINEAR                   | —         | MPC                           |
| 31656               | 1999 HL8   | 16 abr 1999 | Socorro             | LINEAR                   | Brangane  | MPC                           |
| 31657               | 1999 HN8   | 16 abr 1999 | Socorro             | LINEAR                   | —         | MPC                           |
| 31658               | 1999 HU8   | 17 abr 1999 | Socorro             | LINEAR                   | Brangane  | MPC                           |
| 31659               | 1999 HT10  | 17 abr 1999 | Socorro             | LINEAR                   | Ursula    | MPC                           |
| 31660 Maximiliandu  | 1999 HY10  | 17 abr 1999 | Socorro             | LINEAR                   | —         | MPC                           |
| 31661 Eggebraaten   | 1999 HJ11  | 17 abr 1999 | Socorro             | LINEAR                   | —         | MPC                           |
| 31662               | 1999 HP11  | 19 abr 1999 | Kitt Peak           | Spacewatch               | —         | MPC                           |
| 31663               | 1999 JG2   | 8 mai 1999  | Catalina            | CSS                      | —         | MPC                           |
| 31664 Randiiwessen  | 1999 JR2   | 8 mai 1999  | Farpoint            | G. Hug                   | —         | MPC                           |
| 31665 Veblen        | 1999 JZ2   | 10 mai 1999 | Prescott            | P. G. Comba              | —         | MPC                           |
| 31666               | 1999 JK3   | 8 mai 1999  | Oizumi              | T. Kobayashi             | Phocaea   | MPC                           |
| 31667               | 1999 JL3   | 8 mai 1999  | Oizumi              | T. Kobayashi             | —         | MPC                           |
| 31668               | 1999 JX3   | 6 mai 1999  | Woomera             | F. B. Zoltowski          | Brangane  | MPC                           |
| 31669               | 1999 JT6   | 12 mai 1999 | Socorro             | LINEAR                   | —         | MPC                           |
| 31670               | 1999 JL7   | 8 mai 1999  | Catalina            | CSS                      | —         | MPC                           |
| 31671 Masatoshi     | 1999 JY7   | 13 mai 1999 | Kuma Kogen          | A. Nakamura              | —         | MPC                           |
| 31672               | 1999 JB8   | 12 mai 1999 | Socorro             | LINEAR                   | —         | MPC                           |
| 31673               | 1999 JZ8   | 7 mai 1999  | Catalina            | CSS                      | —         | MPC                           |
| 31674               | 1999 JD9   | 7 mai 1999  | Catalina            | CSS                      | —         | MPC                           |
| 31675               | 1999 JO10  | 8 mai 1999  | Catalina            | CSS                      | —         | MPC                           |
| 31676               | 1999 JN16  | 15 mai 1999 | Kitt Peak           | Spacewatch               | —         | MPC                           |
| 31677 Audreyglende  | 1999 JQ18  | 10 mai 1999 | Socorro             | LINEAR                   | —         | MPC                           |
| 31678               | 1999 JX18  | 10 mai 1999 | Socorro             | LINEAR                   | —         | MPC                           |
| 31679 Glenngrimmett | 1999 JJ19  | 10 mai 1999 | Socorro             | LINEAR                   | —         | MPC                           |
| 31680 Josephuitt    | 1999 JK19  | 10 mai 1999 | Socorro             | LINEAR                   | —         | MPC                           |
| 31681               | 1999 JH21  | 10 mai 1999 | Socorro             | LINEAR                   | —         | MPC                           |
| 31682 Kinsey        | 1999 JU21  | 10 mai 1999 | Socorro             | LINEAR                   | —         | MPC                           |
| 31683               | 1999 JJ22  | 10 mai 1999 | Socorro             | LINEAR                   | —         | MPC                           |
| 31684 Lindsay       | 1999 JS22  | 10 mai 1999 | Socorro             | LINEAR                   | —         | MPC                           |
| 31685               | 1999 JB25  | 10 mai 1999 | Socorro             | LINEAR                   | Phocaea   | MPC                           |
| 31686               | 1999 JL26  | 10 mai 1999 | Socorro             | LINEAR                   | —         | MPC                           |
| 31687               | 1999 JP26  | 10 mai 1999 | Socorro             | LINEAR                   | —         | MPC                           |
| 31688 Bryantliu     | 1999 JT27  | 10 mai 1999 | Socorro             | LINEAR                   | —         | MPC                           |
| 31689 Sebmellen     | 1999 JW27  | 10 mai 1999 | Socorro             | LINEAR                   | —         | MPC                           |
| 31690 Nayamenezes   | 1999 JK28  | 10 mai 1999 | Socorro             | LINEAR                   | —         | MPC                           |
| 31691               | 1999 JO30  | 10 mai 1999 | Socorro             | LINEAR                   | Brangane  | MPC                           |
| 31692               | 1999 JQ31  | 10 mai 1999 | Socorro             | LINEAR                   | —         | MPC                           |
| 31693               | 1999 JC32  | 10 mai 1999 | Socorro             | LINEAR                   | Phocaea   | MPC                           |
| 31694               | 1999 JO32  | 10 mai 1999 | Socorro             | LINEAR                   | —         | MPC                           |
| 31695               | 1999 JQ32  | 10 mai 1999 | Socorro             | LINEAR                   | —         | MPC                           |
| 31696 Rohitmital    | 1999 JF33  | 10 mai 1999 | Socorro             | LINEAR                   | —         | MPC                           |
| 31697 Isaiahoneal   | 1999 JG33  | 10 mai 1999 | Socorro             | LINEAR                   | —         | MPC                           |
| 31698 Nikolaiortiz  | 1999 JL33  | 10 mai 1999 | Socorro             | LINEAR                   | —         | MPC                           |
| 31699               | 1999 JA36  | 10 mai 1999 | Socorro             | LINEAR                   | —         | MPC                           |
| 31700 Naperez       | 1999 JB40  | 10 mai 1999 | Socorro             | LINEAR                   | —         | MPC                           |

## 31701–31800
| Designação          | Designação | Descoberta  | Descoberta    | Descobridor(es)         | Categoria | Mais informações / Referência |
| Permanente          | Provisória | Data        | Local         | Descobridor(es)         | Categoria | Mais informações / Referência |
| ------------------- | ---------- | ----------- | ------------- | ----------------------- | --------- | ----------------------------- |
| 31701 Ragula        | 1999 JC40  | 10 mai 1999 | Socorro       | LINEAR                  | —         | MPC                           |
| 31702               | 1999 JD41  | 10 mai 1999 | Socorro       | LINEAR                  | —         | MPC                           |
| 31703               | 1999 JZ43  | 10 mai 1999 | Socorro       | LINEAR                  | Brangane  | MPC                           |
| 31704               | 1999 JZ44  | 10 mai 1999 | Socorro       | LINEAR                  | —         | MPC                           |
| 31705               | 1999 JM45  | 10 mai 1999 | Socorro       | LINEAR                  | —         | MPC                           |
| 31706 Singhani      | 1999 JX45  | 10 mai 1999 | Socorro       | LINEAR                  | —         | MPC                           |
| 31707               | 1999 JH49  | 10 mai 1999 | Socorro       | LINEAR                  | Ursula    | MPC                           |
| 31708               | 1999 JL49  | 10 mai 1999 | Socorro       | LINEAR                  | —         | MPC                           |
| 31709               | 1999 JD51  | 10 mai 1999 | Socorro       | LINEAR                  | —         | MPC                           |
| 31710               | 1999 JC52  | 10 mai 1999 | Socorro       | LINEAR                  | —         | MPC                           |
| 31711 Suresh        | 1999 JY52  | 10 mai 1999 | Socorro       | LINEAR                  | —         | MPC                           |
| 31712               | 1999 JZ52  | 10 mai 1999 | Socorro       | LINEAR                  | Ursula    | MPC                           |
| 31713               | 1999 JF54  | 10 mai 1999 | Socorro       | LINEAR                  | —         | MPC                           |
| 31714               | 1999 JP54  | 10 mai 1999 | Socorro       | LINEAR                  | —         | MPC                           |
| 31715               | 1999 JX56  | 10 mai 1999 | Socorro       | LINEAR                  | —         | MPC                           |
| 31716 Matoonder     | 1999 JJ57  | 10 mai 1999 | Socorro       | LINEAR                  | —         | MPC                           |
| 31717               | 1999 JA58  | 10 mai 1999 | Socorro       | LINEAR                  | Brangane  | MPC                           |
| 31718               | 1999 JO58  | 10 mai 1999 | Socorro       | LINEAR                  | —         | MPC                           |
| 31719 Davidyue      | 1999 JU58  | 10 mai 1999 | Socorro       | LINEAR                  | —         | MPC                           |
| 31720               | 1999 JW59  | 10 mai 1999 | Socorro       | LINEAR                  | —         | MPC                           |
| 31721               | 1999 JB60  | 10 mai 1999 | Socorro       | LINEAR                  | —         | MPC                           |
| 31722               | 1999 JG61  | 10 mai 1999 | Socorro       | LINEAR                  | —         | MPC                           |
| 31723               | 1999 JT61  | 10 mai 1999 | Socorro       | LINEAR                  | —         | MPC                           |
| 31724               | 1999 JJ64  | 10 mai 1999 | Socorro       | LINEAR                  | —         | MPC                           |
| 31725 Anushazaman   | 1999 JS66  | 12 mai 1999 | Socorro       | LINEAR                  | —         | MPC                           |
| 31726               | 1999 JA67  | 12 mai 1999 | Socorro       | LINEAR                  | Ursula    | MPC                           |
| 31727 Amandalewis   | 1999 JU67  | 12 mai 1999 | Socorro       | LINEAR                  | —         | MPC                           |
| 31728 Rhondah       | 1999 JZ68  | 12 mai 1999 | Socorro       | LINEAR                  | Eos       | MPC                           |
| 31729 Scharmen      | 1999 JO69  | 12 mai 1999 | Socorro       | LINEAR                  | —         | MPC                           |
| 31730               | 1999 JV70  | 12 mai 1999 | Socorro       | LINEAR                  | —         | MPC                           |
| 31731 Johnwiley     | 1999 JX70  | 12 mai 1999 | Socorro       | LINEAR                  | —         | MPC                           |
| 31732               | 1999 JB71  | 12 mai 1999 | Socorro       | LINEAR                  | —         | MPC                           |
| 31733               | 1999 JP71  | 12 mai 1999 | Socorro       | LINEAR                  | —         | MPC                           |
| 31734               | 1999 JT71  | 12 mai 1999 | Socorro       | LINEAR                  | Brangane  | MPC                           |
| 31735               | 1999 JJ72  | 12 mai 1999 | Socorro       | LINEAR                  | —         | MPC                           |
| 31736               | 1999 JR73  | 12 mai 1999 | Socorro       | LINEAR                  | Brangane  | MPC                           |
| 31737 Carriecoombs  | 1999 JT75  | 10 mai 1999 | Socorro       | LINEAR                  | —         | MPC                           |
| 31738               | 1999 JC77  | 12 mai 1999 | Socorro       | LINEAR                  | —         | MPC                           |
| 31739               | 1999 JE77  | 12 mai 1999 | Socorro       | LINEAR                  | Brangane  | MPC                           |
| 31740               | 1999 JW77  | 12 mai 1999 | Socorro       | LINEAR                  | —         | MPC                           |
| 31741               | 1999 JG78  | 13 mai 1999 | Socorro       | LINEAR                  | —         | MPC                           |
| 31742               | 1999 JA79  | 13 mai 1999 | Socorro       | LINEAR                  | —         | MPC                           |
| 31743               | 1999 JK79  | 13 mai 1999 | Socorro       | LINEAR                  | —         | MPC                           |
| 31744 Shimshock     | 1999 JN79  | 13 mai 1999 | Socorro       | LINEAR                  | —         | MPC                           |
| 31745               | 1999 JN82  | 12 mai 1999 | Socorro       | LINEAR                  | Brangane  | MPC                           |
| 31746               | 1999 JP82  | 12 mai 1999 | Socorro       | LINEAR                  | —         | MPC                           |
| 31747               | 1999 JD83  | 12 mai 1999 | Socorro       | LINEAR                  | —         | MPC                           |
| 31748               | 1999 JG83  | 12 mai 1999 | Socorro       | LINEAR                  | —         | MPC                           |
| 31749               | 1999 JV83  | 12 mai 1999 | Socorro       | LINEAR                  | —         | MPC                           |
| 31750               | 1999 JQ84  | 12 mai 1999 | Socorro       | LINEAR                  | —         | MPC                           |
| 31751               | 1999 JF85  | 14 mai 1999 | Socorro       | LINEAR                  | —         | MPC                           |
| 31752               | 1999 JN91  | 12 mai 1999 | Socorro       | LINEAR                  | Phocaea   | MPC                           |
| 31753               | 1999 JL94  | 12 mai 1999 | Socorro       | LINEAR                  | —         | MPC                           |
| 31754               | 1999 JT95  | 12 mai 1999 | Socorro       | LINEAR                  | Brangane  | MPC                           |
| 31755               | 1999 JA96  | 12 mai 1999 | Socorro       | LINEAR                  | —         | MPC                           |
| 31756               | 1999 JL98  | 12 mai 1999 | Socorro       | LINEAR                  | —         | MPC                           |
| 31757               | 1999 JO98  | 12 mai 1999 | Socorro       | LINEAR                  | —         | MPC                           |
| 31758               | 1999 JQ99  | 12 mai 1999 | Socorro       | LINEAR                  | —         | MPC                           |
| 31759               | 1999 JT99  | 12 mai 1999 | Socorro       | LINEAR                  | —         | MPC                           |
| 31760               | 1999 JG101 | 12 mai 1999 | Socorro       | LINEAR                  | —         | MPC                           |
| 31761               | 1999 JO103 | 13 mai 1999 | Socorro       | LINEAR                  | —         | MPC                           |
| 31762               | 1999 JB104 | 14 mai 1999 | Socorro       | LINEAR                  | —         | MPC                           |
| 31763               | 1999 JW107 | 13 mai 1999 | Socorro       | LINEAR                  | —         | MPC                           |
| 31764               | 1999 JB108 | 13 mai 1999 | Socorro       | LINEAR                  | Ursula    | MPC                           |
| 31765               | 1999 JG114 | 13 mai 1999 | Socorro       | LINEAR                  | —         | MPC                           |
| 31766               | 1999 JD116 | 13 mai 1999 | Socorro       | LINEAR                  | —         | MPC                           |
| 31767 Jennimartin   | 1999 JN116 | 13 mai 1999 | Socorro       | LINEAR                  | —         | MPC                           |
| 31768               | 1999 JA117 | 13 mai 1999 | Socorro       | LINEAR                  | —         | MPC                           |
| 31769               | 1999 JL117 | 13 mai 1999 | Socorro       | LINEAR                  | Brangane  | MPC                           |
| 31770 Melivanhouten | 1999 JK118 | 13 mai 1999 | Socorro       | LINEAR                  | —         | MPC                           |
| 31771 Kirstenwright | 1999 JX119 | 13 mai 1999 | Socorro       | LINEAR                  | —         | MPC                           |
| 31772 Asztalos      | 1999 JW120 | 13 mai 1999 | Socorro       | LINEAR                  | —         | MPC                           |
| 31773               | 1999 JL121 | 13 mai 1999 | Socorro       | LINEAR                  | —         | MPC                           |
| 31774 Debralas      | 1999 JW121 | 13 mai 1999 | Socorro       | LINEAR                  | —         | MPC                           |
| 31775               | 1999 JN122 | 13 mai 1999 | Socorro       | LINEAR                  | —         | MPC                           |
| 31776               | 1999 JE124 | 14 mai 1999 | Socorro       | LINEAR                  | —         | MPC                           |
| 31777 Amywinegar    | 1999 JO125 | 10 mai 1999 | Socorro       | LINEAR                  | —         | MPC                           |
| 31778 Richardschnur | 1999 JT125 | 12 mai 1999 | Socorro       | LINEAR                  | —         | MPC                           |
| 31779               | 1999 JO129 | 12 mai 1999 | Socorro       | LINEAR                  | —         | MPC                           |
| 31780               | 1999 JB136 | 15 mai 1999 | Anderson Mesa | LONEOS                  | Brangane  | MPC                           |
| 31781               | 1999 KZ2   | 17 mai 1999 | Kitt Peak     | Spacewatch              | —         | MPC                           |
| 31782               | 1999 KM6   | 21 mai 1999 | Majorca       | Á. López J., R. Pacheco | —         | MPC                           |
| 31783               | 1999 KV9   | 18 mai 1999 | Socorro       | LINEAR                  | Brangane  | MPC                           |
| 31784               | 1999 KB11  | 18 mai 1999 | Socorro       | LINEAR                  | —         | MPC                           |
| 31785               | 1999 KK13  | 18 mai 1999 | Socorro       | LINEAR                  | —         | MPC                           |
| 31786               | 1999 KO13  | 18 mai 1999 | Socorro       | LINEAR                  | —         | MPC                           |
| 31787 Darcylawson   | 1999 KH14  | 18 mai 1999 | Socorro       | LINEAR                  | —         | MPC                           |
| 31788               | 1999 KQ14  | 18 mai 1999 | Socorro       | LINEAR                  | —         | MPC                           |
| 31789               | 1999 KA15  | 18 mai 1999 | Socorro       | LINEAR                  | —         | MPC                           |
| 31790               | 1999 LA1   | 7 jun 1999  | Socorro       | LINEAR                  | Phocaea   | MPC                           |
| 31791               | 1999 LT3   | 7 jun 1999  | Socorro       | LINEAR                  | —         | MPC                           |
| 31792               | 1999 LY4   | 8 jun 1999  | Socorro       | LINEAR                  | —         | MPC                           |
| 31793               | 1999 LB6   | 11 jun 1999 | Socorro       | LINEAR                  | —         | MPC                           |
| 31794               | 1999 LL9   | 8 jun 1999  | Socorro       | LINEAR                  | —         | MPC                           |
| 31795               | 1999 LM14  | 9 jun 1999  | Socorro       | LINEAR                  | —         | MPC                           |
| 31796               | 1999 LS15  | 12 jun 1999 | Socorro       | LINEAR                  | —         | MPC                           |
| 31797               | 1999 LN16  | 9 jun 1999  | Socorro       | LINEAR                  | —         | MPC                           |
| 31798               | 1999 LY16  | 9 jun 1999  | Socorro       | LINEAR                  | —         | MPC                           |
| 31799               | 1999 LN23  | 9 jun 1999  | Socorro       | LINEAR                  | Phocaea   | MPC                           |
| 31800               | 1999 LT25  | 9 jun 1999  | Socorro       | LINEAR                  | —         | MPC                           |

## 31801–31900
| Designação             | Designação | Descoberta  | Descoberta          | Descobridor(es)        | Categoria | Mais informações / Referência |
| Permanente             | Provisória | Data        | Local               | Descobridor(es)        | Categoria | Mais informações / Referência |
| ---------------------- | ---------- | ----------- | ------------------- | ---------------------- | --------- | ----------------------------- |
| 31801                  | 1999 LY26  | 9 jun 1999  | Socorro             | LINEAR                 | —         | MPC                           |
| 31802                  | 1999 LP30  | 12 jun 1999 | Kitt Peak           | Spacewatch             | —         | MPC                           |
| 31803                  | 1999 LN32  | 6 jun 1999  | Catalina            | CSS                    | —         | MPC                           |
| 31804                  | 1999 MG    | 18 jun 1999 | Reedy Creek         | J. Broughton           | Phocaea   | MPC                           |
| 31805                  | 1999 NN5   | 13 jul 1999 | Socorro             | LINEAR                 | —         | MPC                           |
| 31806                  | 1999 NE11  | 13 jul 1999 | Socorro             | LINEAR                 | —         | MPC                           |
| 31807 Shaunalennon     | 1999 NP17  | 14 jul 1999 | Socorro             | LINEAR                 | —         | MPC                           |
| 31808                  | 1999 NR34  | 14 jul 1999 | Socorro             | LINEAR                 | —         | MPC                           |
| 31809                  | 1999 NS36  | 14 jul 1999 | Socorro             | LINEAR                 | —         | MPC                           |
| 31810                  | 1999 NR38  | 14 jul 1999 | Socorro             | LINEAR                 | —         | MPC                           |
| 31811                  | 1999 NA41  | 14 jul 1999 | Socorro             | LINEAR                 | Brangane  | MPC                           |
| 31812                  | 1999 NL47  | 13 jul 1999 | Socorro             | LINEAR                 | —         | MPC                           |
| 31813                  | 1999 RF41  | 13 set 1999 | Socorro             | LINEAR                 | —         | MPC                           |
| 31814                  | 1999 RW70  | 7 set 1999  | Socorro             | LINEAR                 | —         | MPC                           |
| 31815                  | 1999 RY111 | 9 set 1999  | Socorro             | LINEAR                 | —         | MPC                           |
| 31816                  | 1999 RZ117 | 9 set 1999  | Socorro             | LINEAR                 | Brangane  | MPC                           |
| 31817                  | 1999 RK134 | 9 set 1999  | Socorro             | LINEAR                 | Juno      | MPC                           |
| 31818                  | 1999 RM135 | 9 set 1999  | Socorro             | LINEAR                 | —         | MPC                           |
| 31819                  | 1999 RS150 | 9 set 1999  | Socorro             | LINEAR                 | —         | MPC                           |
| 31820                  | 1999 RT186 | 9 set 1999  | Socorro             | LINEAR                 | —         | MPC                           |
| 31821                  | 1999 RK225 | 3 set 1999  | Kitt Peak           | Spacewatch             | —         | MPC                           |
| 31822                  | 1999 SY4   | 29 set 1999 | Socorro             | LINEAR                 | —         | MPC                           |
| 31823 Viète            | 1999 TN3   | 4 out 1999  | Prescott            | P. G. Comba            | —         | MPC                           |
| 31824 Élato            | 1999 UG5   | 29 out 1999 | Catalina            | CSS                    | —         | MPC                           |
| 31825                  | 1999 UL13  | 29 out 1999 | Catalina            | CSS                    | —         | MPC                           |
| 31826                  | 1999 VM2   | 5 nov 1999  | Oizumi              | T. Kobayashi           | —         | MPC                           |
| 31827                  | 1999 VJ13  | 1 nov 1999  | Socorro             | LINEAR                 | —         | MPC                           |
| 31828                  | 1999 VU199 | 4 nov 1999  | Anderson Mesa       | LONEOS                 | —         | MPC                           |
| 31829                  | 1999 XT12  | 5 dez 1999  | Socorro             | LINEAR                 | Brangane  | MPC                           |
| 31830                  | 1999 XT59  | 7 dez 1999  | Socorro             | LINEAR                 | —         | MPC                           |
| 31831                  | 1999 YL    | 16 dez 1999 | Socorro             | LINEAR                 | —         | MPC                           |
| 31832                  | 2000 AP59  | 4 jan 2000  | Socorro             | LINEAR                 | —         | MPC                           |
| 31833                  | 2000 AW123 | 5 jan 2000  | Socorro             | LINEAR                 | Phocaea   | MPC                           |
| 31834                  | 2000 AL142 | 5 jan 2000  | Socorro             | LINEAR                 | —         | MPC                           |
| 31835                  | 2000 BK16  | 30 jan 2000 | Socorro             | LINEAR                 | Vesta     | MPC                           |
| 31836 Poshedly         | 2000 BU34  | 30 jan 2000 | Catalina            | CSS                    | —         | MPC                           |
| 31837                  | 2000 CB35  | 2 fev 2000  | Socorro             | LINEAR                 | Phocaea   | MPC                           |
| 31838 Angelarob        | 2000 CV48  | 2 fev 2000  | Socorro             | LINEAR                 | —         | MPC                           |
| 31839 Depinto          | 2000 CW50  | 2 fev 2000  | Socorro             | LINEAR                 | —         | MPC                           |
| 31840 Normnegus        | 2000 CG51  | 2 fev 2000  | Socorro             | LINEAR                 | —         | MPC                           |
| 31841                  | 2000 CQ70  | 7 fev 2000  | Socorro             | LINEAR                 | —         | MPC                           |
| 31842                  | 2000 CF77  | 10 fev 2000 | Višnjan Observatory | K. Korlević            | —         | MPC                           |
| 31843                  | 2000 CQ80  | 8 fev 2000  | Socorro             | LINEAR                 | —         | MPC                           |
| 31844 Mattwill         | 2000 DQ15  | 26 fev 2000 | Catalina            | CSS                    | —         | MPC                           |
| 31845                  | 2000 DK17  | 29 fev 2000 | Socorro             | LINEAR                 | —         | MPC                           |
| 31846 Elainegillum     | 2000 DQ47  | 29 fev 2000 | Socorro             | LINEAR                 | —         | MPC                           |
| 31847                  | 2000 DQ96  | 29 fev 2000 | Socorro             | LINEAR                 | —         | MPC                           |
| 31848 Mikemattei       | 2000 EM21  | 3 mar 2000  | Catalina            | CSS                    | —         | MPC                           |
| 31849                  | 2000 EZ21  | 5 mar 2000  | Socorro             | LINEAR                 | Juno      | MPC                           |
| 31850                  | 2000 EB22  | 5 mar 2000  | Socorro             | LINEAR                 | —         | MPC                           |
| 31851                  | 2000 EK40  | 8 mar 2000  | Socorro             | LINEAR                 | —         | MPC                           |
| 31852                  | 2000 EO43  | 8 mar 2000  | Socorro             | LINEAR                 | —         | MPC                           |
| 31853 Rahulmital       | 2000 EW47  | 9 mar 2000  | Socorro             | LINEAR                 | —         | MPC                           |
| 31854 Darshanashah     | 2000 EB48  | 9 mar 2000  | Socorro             | LINEAR                 | —         | MPC                           |
| 31855                  | 2000 EA50  | 6 mar 2000  | Višnjan Observatory | K. Korlević            | —         | MPC                           |
| 31856                  | 2000 EP54  | 10 mar 2000 | Kitt Peak           | Spacewatch             | —         | MPC                           |
| 31857                  | 2000 EG58  | 8 mar 2000  | Socorro             | LINEAR                 | —         | MPC                           |
| 31858 Raykanipe        | 2000 EL59  | 9 mar 2000  | Socorro             | LINEAR                 | —         | MPC                           |
| 31859 Zemaitis         | 2000 EB66  | 10 mar 2000 | Socorro             | LINEAR                 | Mitidika  | MPC                           |
| 31860                  | 2000 ES68  | 10 mar 2000 | Socorro             | LINEAR                 | —         | MPC                           |
| 31861 Darleshimizu     | 2000 EX68  | 10 mar 2000 | Socorro             | LINEAR                 | Mitidika  | MPC                           |
| 31862 Garfinkle        | 2000 EY70  | 11 mar 2000 | Catalina            | CSS                    | —         | MPC                           |
| 31863 Hazelcoffman     | 2000 EE84  | 5 mar 2000  | Socorro             | LINEAR                 | —         | MPC                           |
| 31864                  | 2000 EC86  | 8 mar 2000  | Socorro             | LINEAR                 | —         | MPC                           |
| 31865                  | 2000 ED86  | 8 mar 2000  | Socorro             | LINEAR                 | —         | MPC                           |
| 31866                  | 2000 EA94  | 9 mar 2000  | Socorro             | LINEAR                 | —         | MPC                           |
| 31867                  | 2000 EG94  | 9 mar 2000  | Socorro             | LINEAR                 | —         | MPC                           |
| 31868                  | 2000 EO97  | 10 mar 2000 | Socorro             | LINEAR                 | —         | MPC                           |
| 31869                  | 2000 EF101 | 8 mar 2000  | Kitt Peak           | Spacewatch             | —         | MPC                           |
| 31870                  | 2000 EG101 | 8 mar 2000  | Kitt Peak           | Spacewatch             | —         | MPC                           |
| 31871                  | 2000 EA105 | 11 mar 2000 | Anderson Mesa       | LONEOS                 | —         | MPC                           |
| 31872 Terkán           | 2000 EL106 | 13 mar 2000 | Piszkéstető         | K. Sárneczky, G. Szabó | —         | MPC                           |
| 31873                  | 2000 EA130 | 11 mar 2000 | Anderson Mesa       | LONEOS                 | —         | MPC                           |
| 31874                  | 2000 EF135 | 11 mar 2000 | Anderson Mesa       | LONEOS                 | —         | MPC                           |
| 31875 Saksena          | 2000 EG136 | 11 mar 2000 | Socorro             | LINEAR                 | —         | MPC                           |
| 31876 Jenkens          | 2000 EA142 | 2 mar 2000  | Catalina            | CSS                    | —         | MPC                           |
| 31877 Davideverett     | 2000 EX144 | 3 mar 2000  | Catalina            | CSS                    | —         | MPC                           |
| 31878                  | 2000 FR7   | 29 mar 2000 | Kvistaberg          | UDAS                   | —         | MPC                           |
| 31879                  | 2000 FL12  | 28 mar 2000 | Socorro             | LINEAR                 | —         | MPC                           |
| 31880                  | 2000 FW12  | 29 mar 2000 | Socorro             | LINEAR                 | —         | MPC                           |
| 31881                  | 2000 FL15  | 30 mar 2000 | Socorro             | LINEAR                 | —         | MPC                           |
| 31882                  | 2000 FD20  | 29 mar 2000 | Socorro             | LINEAR                 | —         | MPC                           |
| 31883 Susanstern       | 2000 FD22  | 29 mar 2000 | Socorro             | LINEAR                 | —         | MPC                           |
| 31884                  | 2000 FK27  | 27 mar 2000 | Anderson Mesa       | LONEOS                 | —         | MPC                           |
| 31885 Greggweger       | 2000 FJ32  | 29 mar 2000 | Socorro             | LINEAR                 | Mitidika  | MPC                           |
| 31886 Verlisak         | 2000 FN32  | 29 mar 2000 | Socorro             | LINEAR                 | —         | MPC                           |
| 31887                  | 2000 FM33  | 29 mar 2000 | Socorro             | LINEAR                 | —         | MPC                           |
| 31888 Polizzi          | 2000 FM35  | 29 mar 2000 | Socorro             | LINEAR                 | —         | MPC                           |
| 31889                  | 2000 FW35  | 29 mar 2000 | Socorro             | LINEAR                 | —         | MPC                           |
| 31890                  | 2000 FG37  | 29 mar 2000 | Socorro             | LINEAR                 | —         | MPC                           |
| 31891                  | 2000 FR42  | 28 mar 2000 | Socorro             | LINEAR                 | —         | MPC                           |
| 31892                  | 2000 FC43  | 28 mar 2000 | Socorro             | LINEAR                 | —         | MPC                           |
| 31893 Rodriguezalvarez | 2000 FB44  | 29 mar 2000 | Socorro             | LINEAR                 | —         | MPC                           |
| 31894                  | 2000 FD44  | 29 mar 2000 | Socorro             | LINEAR                 | —         | MPC                           |
| 31895                  | 2000 FX44  | 29 mar 2000 | Socorro             | LINEAR                 | —         | MPC                           |
| 31896 Gaydarov         | 2000 FZ48  | 30 mar 2000 | Socorro             | LINEAR                 | —         | MPC                           |
| 31897 Brooksdasilva    | 2000 FT49  | 30 mar 2000 | Socorro             | LINEAR                 | —         | MPC                           |
| 31898                  | 2000 GC1   | 2 abr 2000  | Socorro             | LINEAR                 | Juno      | MPC                           |
| 31899 Adityamohan      | 2000 GG7   | 4 abr 2000  | Socorro             | LINEAR                 | —         | MPC                           |
| 31900                  | 2000 GX15  | 5 abr 2000  | Socorro             | LINEAR                 | —         | MPC                           |

## 31901–32000
| Designação          | Designação | Descoberta  | Descoberta              | Descobridor(es)  | Categoria | Mais informações / Referência |
| Permanente          | Provisória | Data        | Local                   | Descobridor(es)  | Categoria | Mais informações / Referência |
| ------------------- | ---------- | ----------- | ----------------------- | ---------------- | --------- | ----------------------------- |
| 31901 Amitscheer    | 2000 GU18  | 12 abr 2000 | Socorro                 | LINEAR           | —         | MPC                           |
| 31902 Raymondwang   | 2000 GN19  | 5 abr 2000  | Socorro                 | LINEAR           | —         | MPC                           |
| 31903 Euniceyou     | 2000 GK26  | 5 abr 2000  | Socorro                 | LINEAR           | —         | MPC                           |
| 31904 Haoruochen    | 2000 GX34  | 5 abr 2000  | Socorro                 | LINEAR           | —         | MPC                           |
| 31905 Likinpong     | 2000 GM40  | 5 abr 2000  | Socorro                 | LINEAR           | —         | MPC                           |
| 31906               | 2000 GF44  | 5 abr 2000  | Socorro                 | LINEAR           | —         | MPC                           |
| 31907 Wongsumming   | 2000 GR44  | 5 abr 2000  | Socorro                 | LINEAR           | —         | MPC                           |
| 31908               | 2000 GP46  | 5 abr 2000  | Socorro                 | LINEAR           | —         | MPC                           |
| 31909 Chenweitung   | 2000 GP52  | 5 abr 2000  | Socorro                 | LINEAR           | —         | MPC                           |
| 31910 Moustafa      | 2000 GJ53  | 5 abr 2000  | Socorro                 | LINEAR           | —         | MPC                           |
| 31911 Luciafauth    | 2000 GE54  | 5 abr 2000  | Socorro                 | LINEAR           | —         | MPC                           |
| 31912 Lukasgrafner  | 2000 GM54  | 5 abr 2000  | Socorro                 | LINEAR           | —         | MPC                           |
| 31913               | 2000 GM56  | 5 abr 2000  | Socorro                 | LINEAR           | —         | MPC                           |
| 31914               | 2000 GL65  | 5 abr 2000  | Socorro                 | LINEAR           | —         | MPC                           |
| 31915               | 2000 GA66  | 5 abr 2000  | Socorro                 | LINEAR           | —         | MPC                           |
| 31916 Arnehensel    | 2000 GC67  | 5 abr 2000  | Socorro                 | LINEAR           | —         | MPC                           |
| 31917 Lukashohne    | 2000 GH67  | 5 abr 2000  | Socorro                 | LINEAR           | Mitidika  | MPC                           |
| 31918 Onkargujral   | 2000 GW67  | 5 abr 2000  | Socorro                 | LINEAR           | —         | MPC                           |
| 31919 Carragher     | 2000 GC69  | 5 abr 2000  | Socorro                 | LINEAR           | —         | MPC                           |
| 31920 Annamcevoy    | 2000 GX69  | 5 abr 2000  | Socorro                 | LINEAR           | —         | MPC                           |
| 31921               | 2000 GD71  | 5 abr 2000  | Socorro                 | LINEAR           | —         | MPC                           |
| 31922 Alsharif      | 2000 GD72  | 5 abr 2000  | Socorro                 | LINEAR           | —         | MPC                           |
| 31923               | 2000 GN73  | 5 abr 2000  | Socorro                 | LINEAR           | —         | MPC                           |
| 31924               | 2000 GD74  | 5 abr 2000  | Socorro                 | LINEAR           | —         | MPC                           |
| 31925 Krutovskiy    | 2000 GW75  | 5 abr 2000  | Socorro                 | LINEAR           | —         | MPC                           |
| 31926 Alhamood      | 2000 GW76  | 5 abr 2000  | Socorro                 | LINEAR           | Eos       | MPC                           |
| 31927               | 2000 GT78  | 5 abr 2000  | Socorro                 | LINEAR           | —         | MPC                           |
| 31928 Limzhengtheng | 2000 GU78  | 5 abr 2000  | Socorro                 | LINEAR           | —         | MPC                           |
| 31929               | 2000 GF79  | 5 abr 2000  | Socorro                 | LINEAR           | —         | MPC                           |
| 31930               | 2000 GJ81  | 6 abr 2000  | Socorro                 | LINEAR           | Phocaea   | MPC                           |
| 31931 Sipiera       | 2000 GW82  | 10 abr 2000 | Prescott                | P. G. Comba      | —         | MPC                           |
| 31932               | 2000 GK85  | 3 abr 2000  | Socorro                 | LINEAR           | —         | MPC                           |
| 31933 Tanyizhao     | 2000 GY85  | 4 abr 2000  | Socorro                 | LINEAR           | —         | MPC                           |
| 31934 Benjamintan   | 2000 GE88  | 4 abr 2000  | Socorro                 | LINEAR           | —         | MPC                           |
| 31935 Midgley       | 2000 GY88  | 4 abr 2000  | Socorro                 | LINEAR           | —         | MPC                           |
| 31936 Bernardsmit   | 2000 GP95  | 6 abr 2000  | Socorro                 | LINEAR           | —         | MPC                           |
| 31937 Kangsunwoo    | 2000 GZ98  | 7 abr 2000  | Socorro                 | LINEAR           | —         | MPC                           |
| 31938 Nattapong     | 2000 GL99  | 7 abr 2000  | Socorro                 | LINEAR           | —         | MPC                           |
| 31939 Thananon      | 2000 GC101 | 7 abr 2000  | Socorro                 | LINEAR           | —         | MPC                           |
| 31940 Sutthiluk     | 2000 GQ104 | 7 abr 2000  | Socorro                 | LINEAR           | —         | MPC                           |
| 31941               | 2000 GQ105 | 13 abr 2000 | Socorro                 | LINEAR           | —         | MPC                           |
| 31942               | 2000 GA106 | 7 abr 2000  | Socorro                 | LINEAR           | —         | MPC                           |
| 31943 Tahsinelmas   | 2000 GJ106 | 7 abr 2000  | Socorro                 | LINEAR           | —         | MPC                           |
| 31944 Seyitherdem   | 2000 GP107 | 7 abr 2000  | Socorro                 | LINEAR           | —         | MPC                           |
| 31945               | 2000 GQ108 | 7 abr 2000  | Socorro                 | LINEAR           | —         | MPC                           |
| 31946 Sahilabbi     | 2000 GM109 | 7 abr 2000  | Socorro                 | LINEAR           | —         | MPC                           |
| 31947               | 2000 GO109 | 7 abr 2000  | Socorro                 | LINEAR           | —         | MPC                           |
| 31948               | 2000 GH110 | 2 abr 2000  | Anderson Mesa           | LONEOS           | —         | MPC                           |
| 31949               | 2000 GR120 | 5 abr 2000  | Kitt Peak               | Spacewatch       | —         | MPC                           |
| 31950               | 2000 GC122 | 6 abr 2000  | Kitt Peak               | Spacewatch       | —         | MPC                           |
| 31951 Alexisallen   | 2000 GL123 | 7 abr 2000  | Socorro                 | LINEAR           | —         | MPC                           |
| 31952 Bialtdecelie  | 2000 GS123 | 7 abr 2000  | Socorro                 | LINEAR           | —         | MPC                           |
| 31953 Bontha        | 2000 GZ125 | 7 abr 2000  | Socorro                 | LINEAR           | —         | MPC                           |
| 31954 Georgiebotev  | 2000 GJ126 | 7 abr 2000  | Socorro                 | LINEAR           | —         | MPC                           |
| 31955               | 2000 GU126 | 7 abr 2000  | Socorro                 | LINEAR           | —         | MPC                           |
| 31956 Wald          | 2000 GA133 | 13 abr 2000 | Prescott                | P. G. Comba      | —         | MPC                           |
| 31957 Braunstein    | 2000 GP133 | 7 abr 2000  | Socorro                 | LINEAR           | —         | MPC                           |
| 31958               | 2000 GN135 | 8 abr 2000  | Socorro                 | LINEAR           | —         | MPC                           |
| 31959 Keianacave    | 2000 GD136 | 12 abr 2000 | Socorro                 | LINEAR           | —         | MPC                           |
| 31960               | 2000 GC142 | 7 abr 2000  | Anderson Mesa           | LONEOS           | —         | MPC                           |
| 31961               | 2000 GJ142 | 7 abr 2000  | Anderson Mesa           | LONEOS           | —         | MPC                           |
| 31962               | 2000 GE153 | 6 abr 2000  | Anderson Mesa           | LONEOS           | —         | MPC                           |
| 31963               | 2000 GE154 | 6 abr 2000  | Anderson Mesa           | LONEOS           | —         | MPC                           |
| 31964               | 2000 GG161 | 7 abr 2000  | Socorro                 | LINEAR           | —         | MPC                           |
| 31965               | 2000 GQ161 | 7 abr 2000  | Socorro                 | LINEAR           | —         | MPC                           |
| 31966               | 2000 HR1   | 25 abr 2000 | Kitt Peak               | Spacewatch       | —         | MPC                           |
| 31967               | 2000 HW4   | 27 abr 2000 | Socorro                 | LINEAR           | —         | MPC                           |
| 31968               | 2000 HH5   | 28 abr 2000 | Socorro                 | LINEAR           | Juno      | MPC                           |
| 31969 Yihuachen     | 2000 HL7   | 27 abr 2000 | Socorro                 | LINEAR           | —         | MPC                           |
| 31970               | 2000 HD9   | 27 abr 2000 | Socorro                 | LINEAR           | —         | MPC                           |
| 31971 Beatricechoi  | 2000 HP9   | 27 abr 2000 | Socorro                 | LINEAR           | —         | MPC                           |
| 31972 Carlycrump    | 2000 HX9   | 27 abr 2000 | Socorro                 | LINEAR           | —         | MPC                           |
| 31973 Ashwindatta   | 2000 HO10  | 27 abr 2000 | Socorro                 | LINEAR           | —         | MPC                           |
| 31974               | 2000 HG12  | 28 abr 2000 | Socorro                 | LINEAR           | —         | MPC                           |
| 31975 Johndean      | 2000 HA13  | 28 abr 2000 | Socorro                 | LINEAR           | —         | MPC                           |
| 31976 Niyatidesai   | 2000 HH13  | 28 abr 2000 | Socorro                 | LINEAR           | —         | MPC                           |
| 31977 Devalapurkar  | 2000 HZ13  | 28 abr 2000 | Socorro                 | LINEAR           | —         | MPC                           |
| 31978 Jeremyphilip  | 2000 HA14  | 28 abr 2000 | Socorro                 | LINEAR           | —         | MPC                           |
| 31979               | 2000 HH14  | 28 abr 2000 | Socorro                 | LINEAR           | —         | MPC                           |
| 31980 Axelfeldmann  | 2000 HJ14  | 28 abr 2000 | Socorro                 | LINEAR           | —         | MPC                           |
| 31981               | 2000 HH15  | 27 abr 2000 | Socorro                 | LINEAR           | —         | MPC                           |
| 31982 Johnwallis    | 2000 HS20  | 30 abr 2000 | Prescott                | P. G. Comba      | —         | MPC                           |
| 31983               | 2000 HS21  | 28 abr 2000 | Socorro                 | LINEAR           | —         | MPC                           |
| 31984 Unger         | 2000 HR23  | 25 abr 2000 | Starkenburg Observatory | Starkenburg Obs. | —         | MPC                           |
| 31985               | 2000 HV23  | 24 abr 2000 | Anderson Mesa           | LONEOS           | —         | MPC                           |
| 31986               | 2000 HZ27  | 28 abr 2000 | Socorro                 | LINEAR           | Juno      | MPC                           |
| 31987               | 2000 HN28  | 29 abr 2000 | Socorro                 | LINEAR           | —         | MPC                           |
| 31988 Jasonfiacco   | 2000 HT29  | 28 abr 2000 | Socorro                 | LINEAR           | —         | MPC                           |
| 31989               | 2000 HX33  | 24 abr 2000 | Anderson Mesa           | LONEOS           | —         | MPC                           |
| 31990               | 2000 HX34  | 26 abr 2000 | Višnjan Observatory     | K. Korlević      | —         | MPC                           |
| 31991 Royghosh      | 2000 HK35  | 27 abr 2000 | Socorro                 | LINEAR           | —         | MPC                           |
| 31992               | 2000 HX35  | 28 abr 2000 | Socorro                 | LINEAR           | —         | MPC                           |
| 31993               | 2000 HL37  | 28 abr 2000 | Socorro                 | LINEAR           | —         | MPC                           |
| 31994               | 2000 HR40  | 28 abr 2000 | Socorro                 | LINEAR           | —         | MPC                           |
| 31995               | 2000 HX40  | 29 abr 2000 | Socorro                 | LINEAR           | —         | MPC                           |
| 31996 Goecknerwald  | 2000 HO42  | 29 abr 2000 | Socorro                 | LINEAR           | —         | MPC                           |
| 31997               | 2000 HR43  | 29 abr 2000 | Kitt Peak               | Spacewatch       | —         | MPC                           |
| 31998               | 2000 HN44  | 26 abr 2000 | Anderson Mesa           | LONEOS           | —         | MPC                           |
| 31999               | 2000 HF47  | 29 abr 2000 | Socorro                 | LINEAR           | —         | MPC                           |
| 32000               | 2000 HA51  | 29 abr 2000 | Socorro                 | LINEAR           | —         | MPC                           |